# Jean Paul

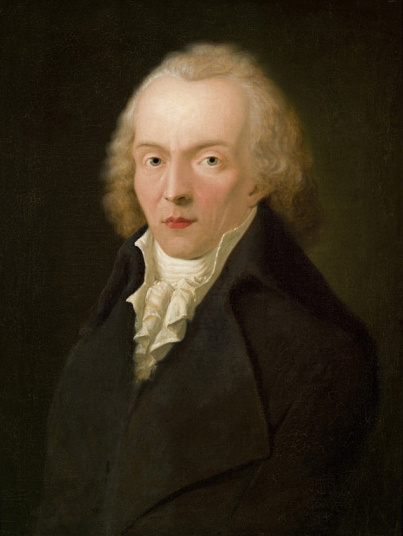
Jean Paul Friedrich Richter, Gemälde von Heinrich Pfenninger, 1798, Gleimhaus Halberstadt

Jean Paul (französisch [ʒɑ̃ː] und deutsch [paʊl]), auch Jean Paul Friedrich Richter, eigentlich Johann Paul Friedrich Richter (* 21. März 1763 in Wunsiedel; † 14. November 1825 in Bayreuth), war ein deutscher Schriftsteller und Dichter. Sein Werk steht literaturgeschichtlich zwischen den Epochen der Klassik und Romantik. Die von ihm gewählte Namensänderung geht auf Jean Pauls Bewunderung für Jean-Jacques Rousseau zurück.

## Leben

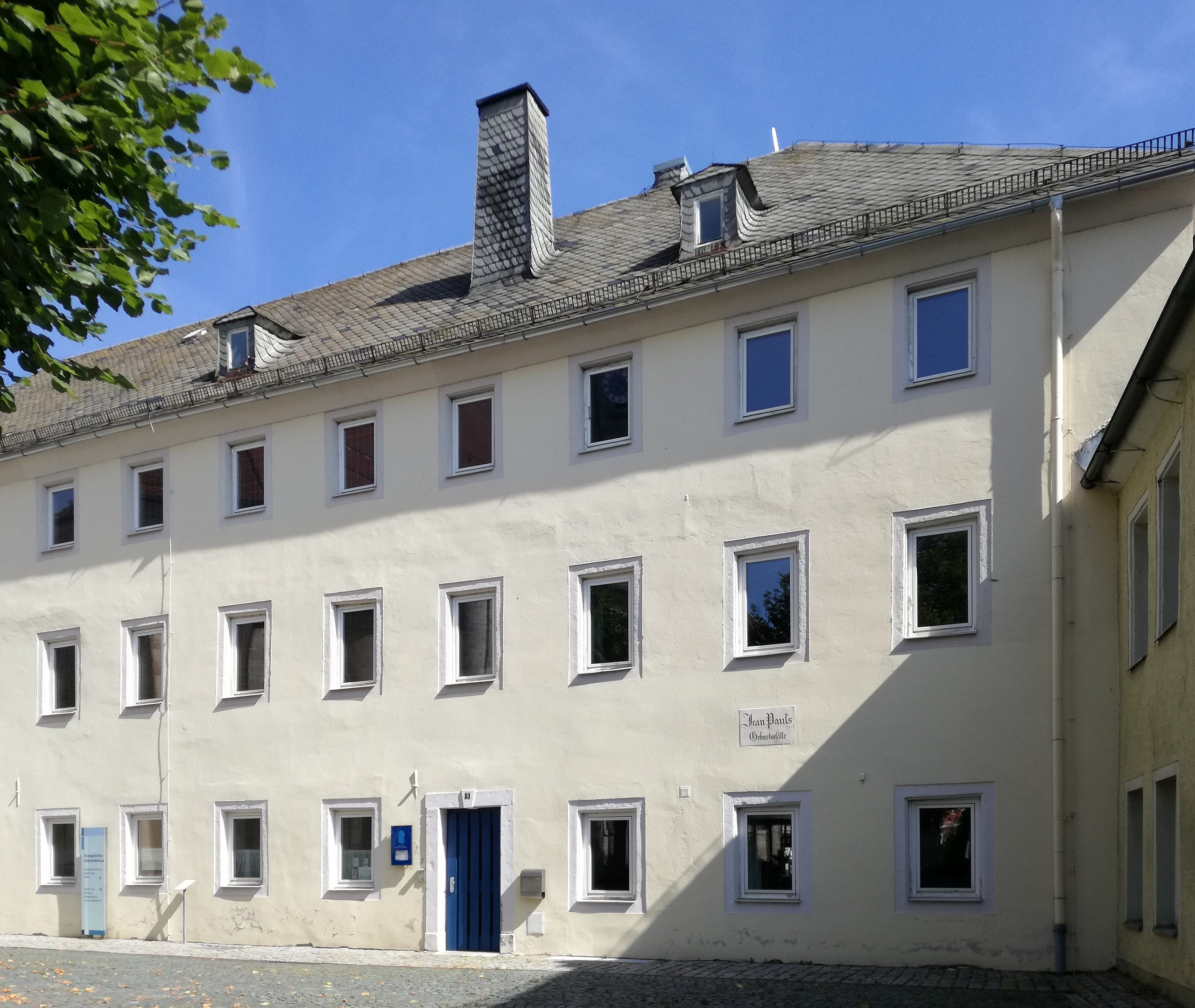
Jean Pauls Geburtshaus

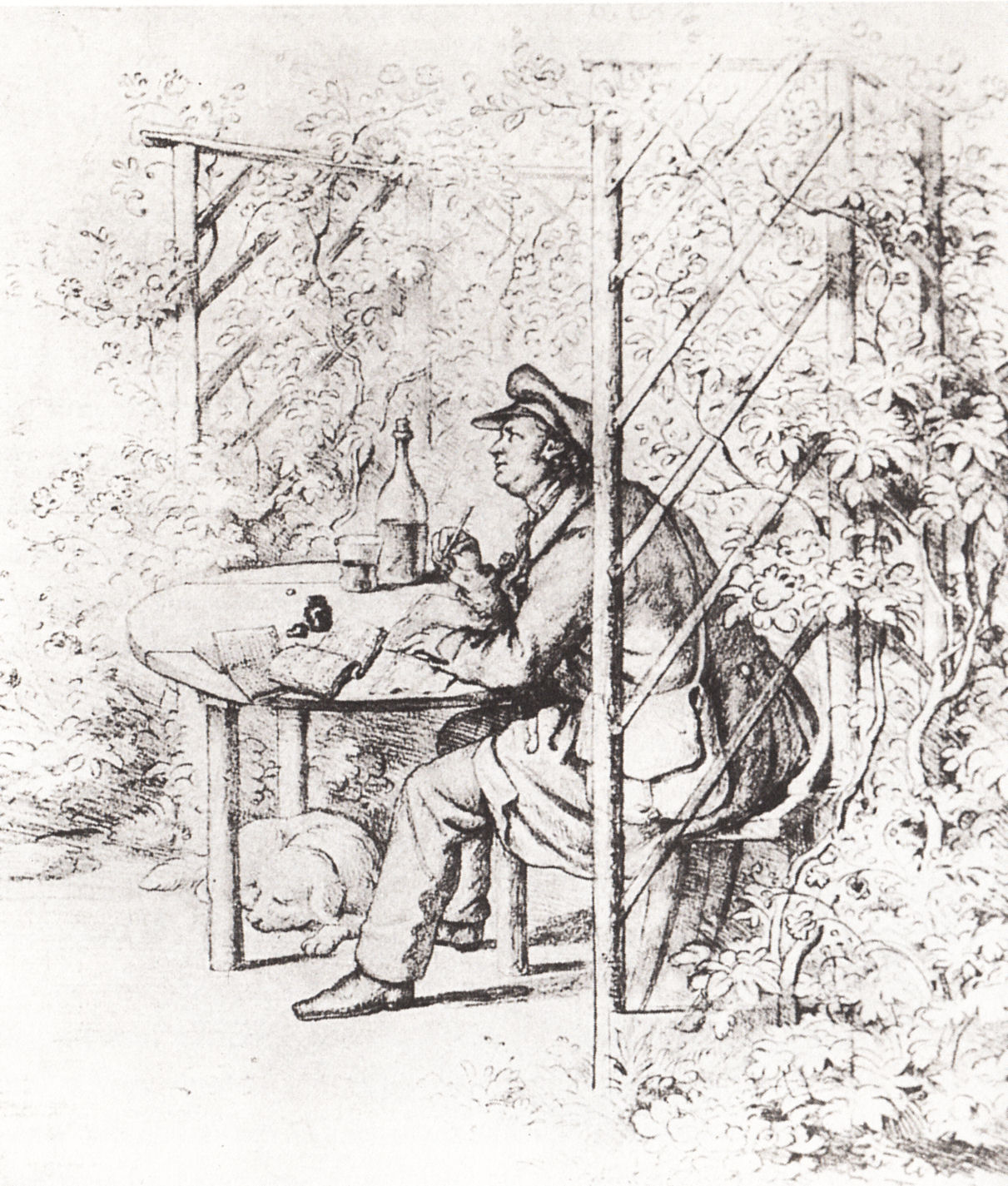
Jean Paul dichtet in seiner Gartenlaube in Bayreuth (Zeichnung von Ernst Förster)

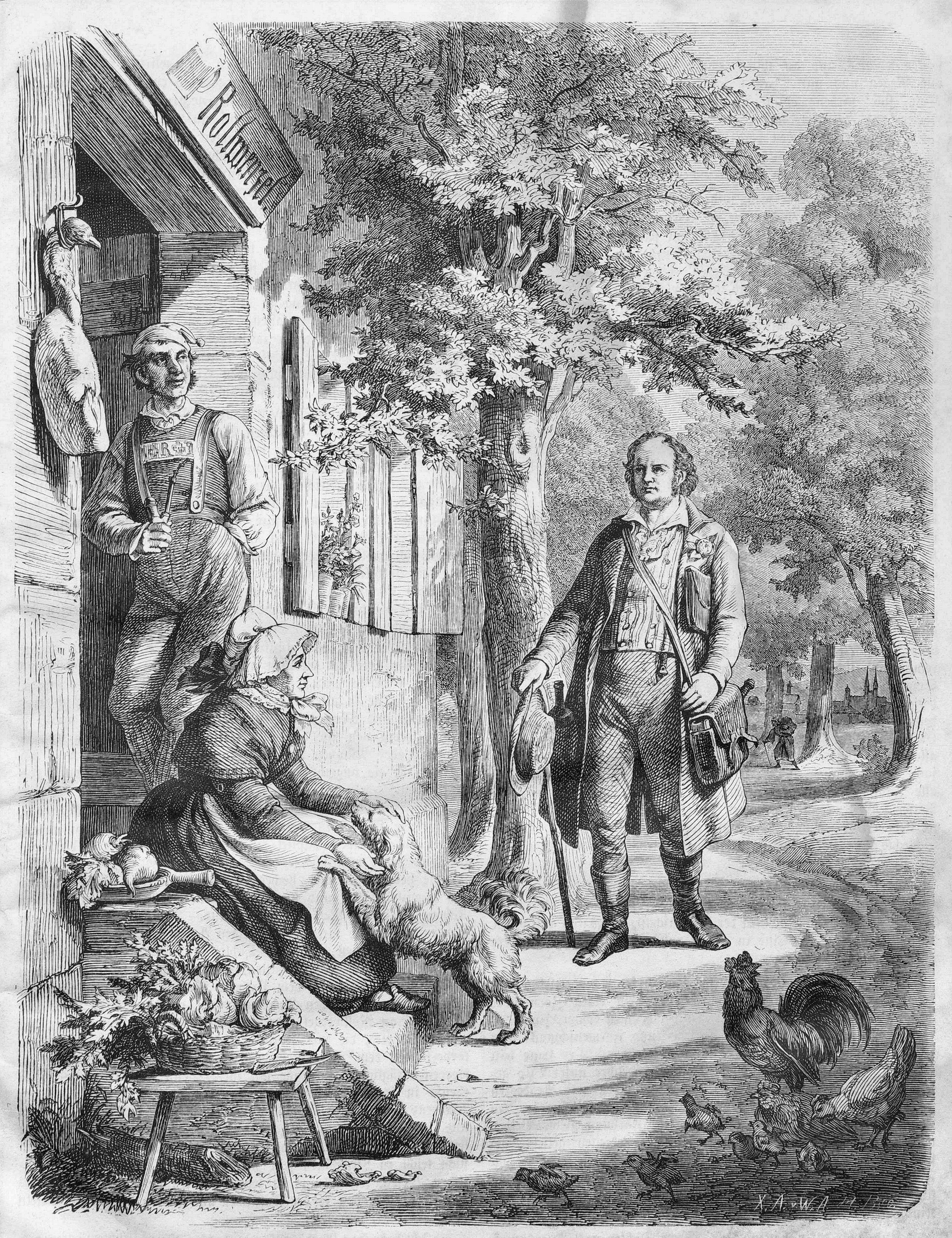
Jean Paul auf dem Wege nach der Rollwenzelei. Stich nach einem Original-Gemälde von Theobald von Oer. Die Gartenlaube, 1863

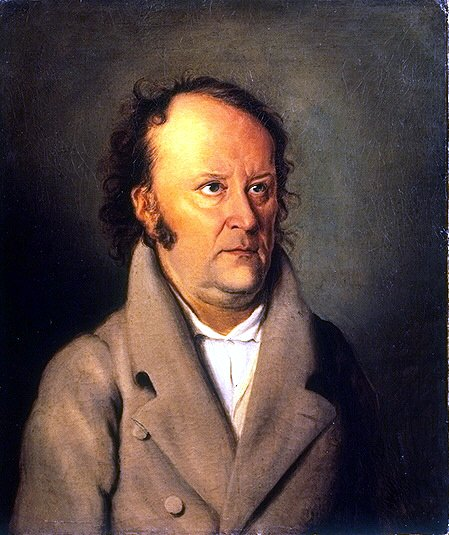
Jean Paul (1810), Gemälde von Friedrich Meier

### Kindheit und Jugend
Johann Paul Friedrich Richter, der sich später Jean Paul nannte, kam als Sohn des Lehrers und Organisten Johann Christian Christoph Richter und seiner Ehefrau, der Tuchmacherstochter Sophia Rosina, geborene Kuhn, in Wunsiedel zur Welt. 1765 wurde sein Vater Pastor in Joditz im Hofer Land (seit 1978 Ortsteil der Gemeinde Köditz), 1776 erhielt er eine bessere Stelle in Schwarzenbach an der Saale. Die Atmosphäre des protestantischen Landpfarrhauses prägte Jean Pauls Kindheit. Weniger durch seinen konservativen Vater als durch einen verehrten Lehrer und den Pfarrer des Nachbarortes Rehau, Erhard Friedrich Vogel, wurde er mit dem Gedankengut der Aufklärung vertraut gemacht. Abseits der politisch-literarischen Zentren seiner Zeit bildete sich Jean Paul autodidaktisch und verfügte im Alter von fünfzehn Jahren über ein umfangreiches Bücherwissen, das er in Exzerptheften zusammentrug. 1779 wechselte Jean Paul an das Gymnasium in Hof, wo er Johann Bernhard Hermann kennenlernte, der zu einem engen Freund und zum Vorbild vieler seiner Romanfiguren, etwa des Leibgebers im Siebenkäs, wurde. Wenige Monate später starb sein Vater, wodurch die Familie in schwere materielle Not stürzte.

### Studienjahre
Im Mai 1781 immatrikulierte Jean Paul sich an der Universität Leipzig, betrieb sein Studium der Theologie jedoch nur sehr lustlos. Stattdessen begann er nun, sich als Schriftsteller zu verstehen: Er schrieb nach ersten literarischen Experimenten vor allem Satiren im Stile Jonathan Swifts und Christian Ludwig Liscows, die in gesammelter Form 1783 als Grönländische Prozesse gedruckt wurden. Nach dieser ersten Publikation blieben jedoch weitere Erfolge aus. 1784 musste Jean Paul vor seinen Gläubigern fliehen und kehrte als „gescheiterte Existenz“ nach Hof in das Haus seiner Mutter zurück. Wie er sich dort fühlte, ist in seinem späteren Roman Siebenkäs nachzulesen, in dem Hof als „Kuhschnappel“ verspottet wird. Neben der drückenden Armut dieser Jahre belasteten Jean Paul auch der Tod eines Freundes im Jahr 1786 und der Suizid seines Bruders Heinrich 1789. Erst als Jean Paul ab 1787 ein Auskommen als Privatlehrer der Familie Oerthel in Töpen fand, linderte sich seine Notlage allmählich.

### Beginnender Ruhm
Die Reihe seiner schriftstellerischen Erfolge begann 1793 mit dem Roman Die unsichtbare Loge. Jean Paul hatte dem Schriftsteller Karl Philipp Moritz das Manuskript geschickt, und Moritz zeigte sich begeistert: „Ach nein, das ist noch über Goethe, das ist was ganz Neues!“, soll er gesagt haben, und durch seine Vermittlung fand das Buch rasch einen Verlag in Berlin. In Die unsichtbare Loge verwendete Jean Paul, der seine Arbeiten zuvor unter dem Pseudonym J. P. F. Hasus geschrieben hatte, aus Bewunderung für Jean-Jacques Rousseau erstmals den Namen Jean Paul. Doch Die unsichtbare Loge blieb ein Fragment, denn Jean Paul widmete sich mit dem Hesperus oder 45 Hundposttage einem neuen Roman, der 1795 erschien. Das Buch, das zum größten literarischen Erfolg seit Goethes Die Leiden des jungen Werthers wurde, machte Jean Paul schlagartig berühmt. Johann Gottfried von Herder, Christoph Martin Wieland und Johann Wilhelm Ludwig Gleim äußerten sich enthusiastisch über den Hesperus – Johann Wolfgang von Goethe und Friedrich Schiller fanden an dem Roman allerdings keinen Gefallen.

### Blütezeit
Auf Einladung seiner Verehrerin Charlotte von Kalb besuchte Jean Paul 1796 Weimar. Im literarischen Zentrum seiner Zeit wurde er respektvoll aufgenommen, doch blieb das Verhältnis zu Klassikern wie Goethe und Schiller eher kühl und distanziert. Zwei Jahre später zog Jean Paul nach Weimar; inzwischen hatte er eine stattliche Anzahl literarischer Werke vorzuweisen: Siebenkäs (1796/97), Das Leben des Quintus Fixlein (1796), Der Jubelsenior (1797), Das Kampaner Tal (1797). Besonders in Weimar häuften sich die erotischen Verwicklungen, die Jean Paul zeitlebens begleiteten: Er verlobte sich mit der Hildburghauser Hofdame Karoline von Feuchtersleben (* 1774, † 1842), was wegen des Standesunterschiedes einige Schwierigkeiten mit sich brachte – und als diese endlich ausgeräumt waren, entlobte Jean Paul sich wieder. Auch gegenüber Charlotte von Kalb musste er immer wieder neue Strategien der Ehe-Vermeidung austüfteln. Doch auch der ehescheue Jean Paul konnte sich schließlich „seinem Schicksal nicht entziehen“: Im Frühjahr 1800 lernte er auf einer Reise nach Berlin Karoline Mayer (1777–1860), Tochter des Geheimen Obertribunalsrats in Berlin, Johann Siegfried Wilhelm Mayer, kennen, die er ein Jahr später heiratete.
Die Berlin-Reise stellte den Höhepunkt seines literarischen Ruhmes dar: Die preußische Königin Luise, die ihn am „Kleinen Musenhof“ ihrer Schwester Charlotte in Hildburghausen kennengelernt hatte, zeigte sich ihm als begeisterte Leserin seiner Werke. Dies brachte Jean Paul dazu, im Oktober 1800 ganz nach Berlin zu ziehen, wo er sich unter anderen mit den Brüdern August Wilhelm und Friedrich Schlegel sowie mit Johann Ludwig Tieck, Friedrich Daniel Ernst Schleiermacher und Johann Gottlieb Fichte anfreundete.

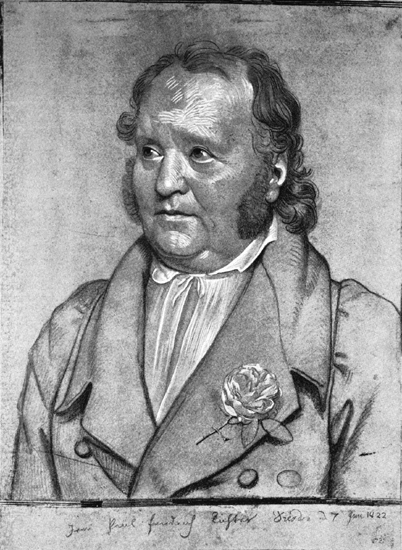
Jean Paul, porträtiert von Vogel von Vogelstein 1822

### Späte Jahre
Doch vom Gipfel des Erfolges ging es allmählich bergab: Jean Pauls nächste Romane Titan (1800–1803) und Flegeljahre (1804/1805) erzeugten nicht mehr den früheren Enthusiasmus bei den Lesern, obwohl sie heute als seine wichtigsten Werke gelten.
1804 siedelte er mit seiner Frau und seinen beiden Kindern Emma (1802–1853) und Max (1803–1821) nach Bayreuth um, nachdem er von 1801 bis 1803 in Meiningen und anschließend in Coburg gewohnt hatte. In Bayreuth, dort wurde seine zweite Tochter Odilie (1804–1865) geboren, führte er fortan ein zurückgezogenes Leben, unterbrochen nur von einigen Reisen, zum Beispiel nach Bamberg, wo er E. T. A. Hoffmann besuchte, nach Würzburg, wo er wie Hoffmann, Hegel und Schelling im Hause der Familie des von der Medizin der Romantik beeinflussten Arztes Adalbert Friedrich Marcus Gast war, und nach Heidelberg, wo ihm 1817 nach einem ausgiebigen Punschgelage auf Vorschlag Hegels der Ehrendoktortitel verliehen wurde. Seine politischen Stellungnahmen (etwa in Cottas Morgenblatt) fanden besonders bei patriotisch gesinnten Studenten lebhaften Widerhall. Jean Paul wurde zu einer Leitfigur der deutschen Burschenschaften. Bei Besuchen in Heidelberg (1817) und Stuttgart (1819) wurde er gar zum „Lieblingsdichter der Deutschen“ erhoben. Zu seinen engsten Freunden und Vertrauten in Bayreuth gehörten ab 1793 bis zu seinem Tod der vermögende jüdische Kaufmann Emanuel Samuel, der zum Berater in allen familiären und finanziellen Angelegenheiten und regelmäßigen Briefpartner wurde, sowie der Fabrikant und Privatgelehrte Georg Christian Otto, mit dem Jean Paul seit Schulzeiten bekannt war und der ihm als Korrekturleser und wohlmeinender Literaturkritiker zur Seite stand.
Jean Pauls Werke aus diesen Jahren, wie Levana oder Erziehlehre (1807) oder Dr. Katzenbergers Badereise (1809), erhielten bei weitem nicht mehr die Beachtung, die dem Hesperus zuteilgeworden war. 1813 begann Jean Paul mit seinem letzten großen Roman, Der Komet, doch der Tod seines Sohnes Max 1821 war ein Schicksalsschlag, den der Autor nicht verwinden konnte: Der Komet wurde aufgegeben und blieb Fragment. Die letzten Lebensjahre waren von Krankheiten gezeichnet: 1823 erkrankte Jean Paul am grauen Star und erblindete allmählich. 1825 kam Brustwassersucht hinzu, an der er am 14. November starb. Er ist auf dem Stadtfriedhof in Bayreuth beerdigt, wo er im Grab seines verstorbenen einzigen Sohns beigesetzt wurde. Sein erster Grabstein, eine Pyramide aus schwarzem Marmor, steht heute im Germanischen Nationalmuseum in Nürnberg; er wurde 1860 durch einen Granit-Findling aus dem Fichtelgebirge ersetzt.
1820 hatte ihn die Bayerische Akademie der Wissenschaften noch zu ihrem auswärtigen Mitglied ernannt.

## Jean-Paul-Häuser

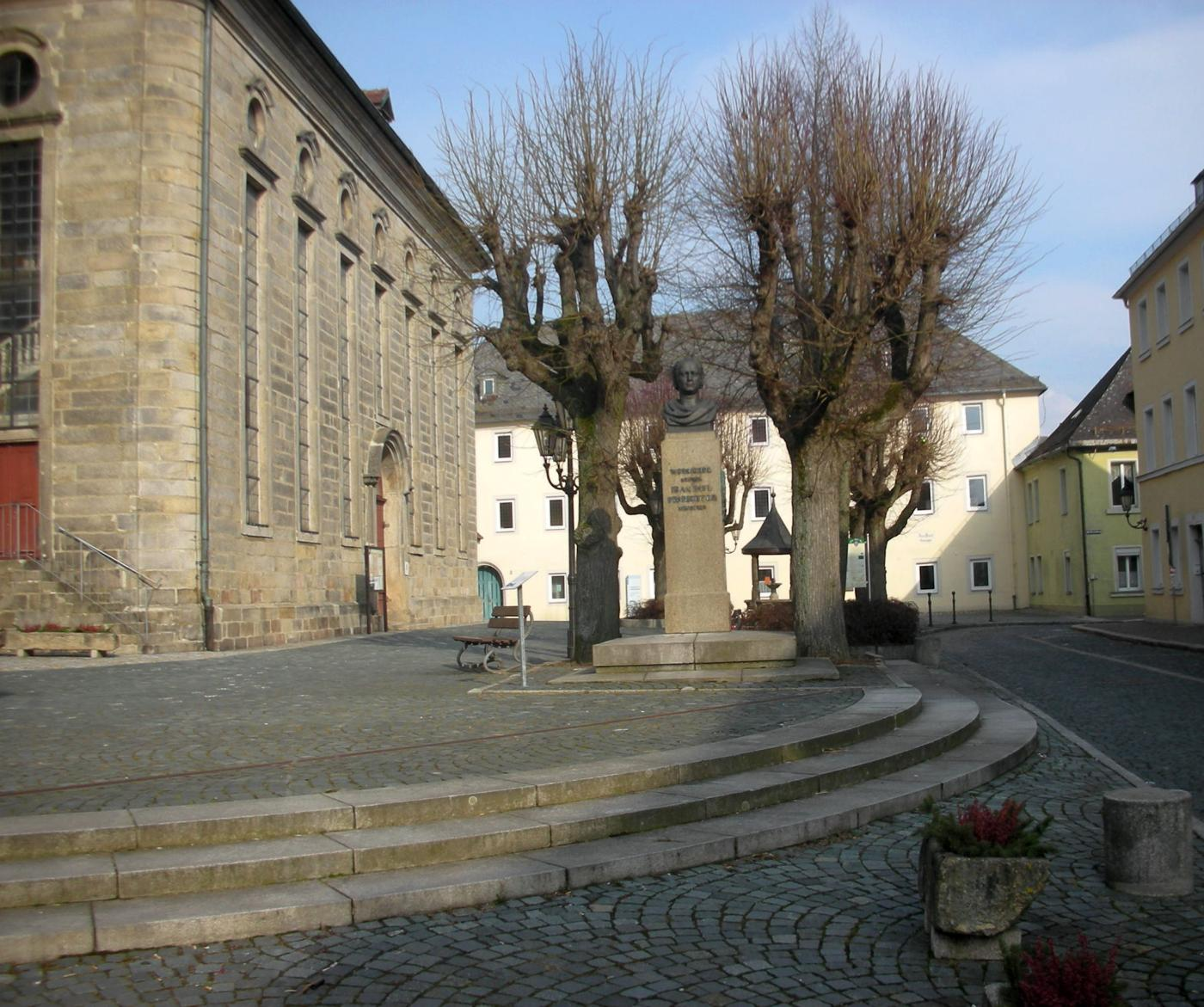
Jean-Paul-Platz in Wunsiedel, im Hintergrund das Geburtshaus
Musiksaal des Jean-Paul-Gymnasiums in Hof, das Jean Paul 1779–1781 besuchte
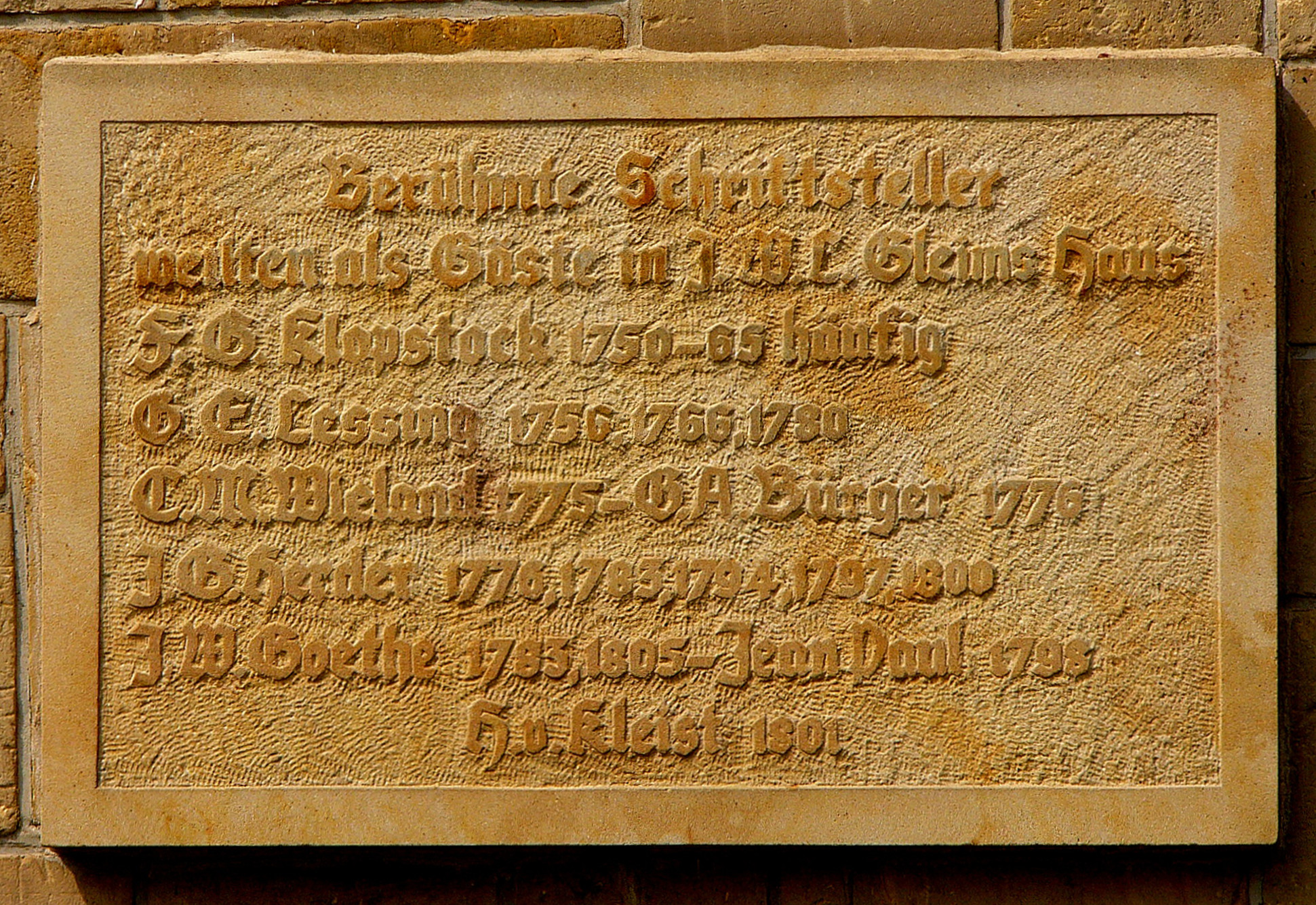
1798 weilte Jean Paul im Gleimhaus zu Halberstadt
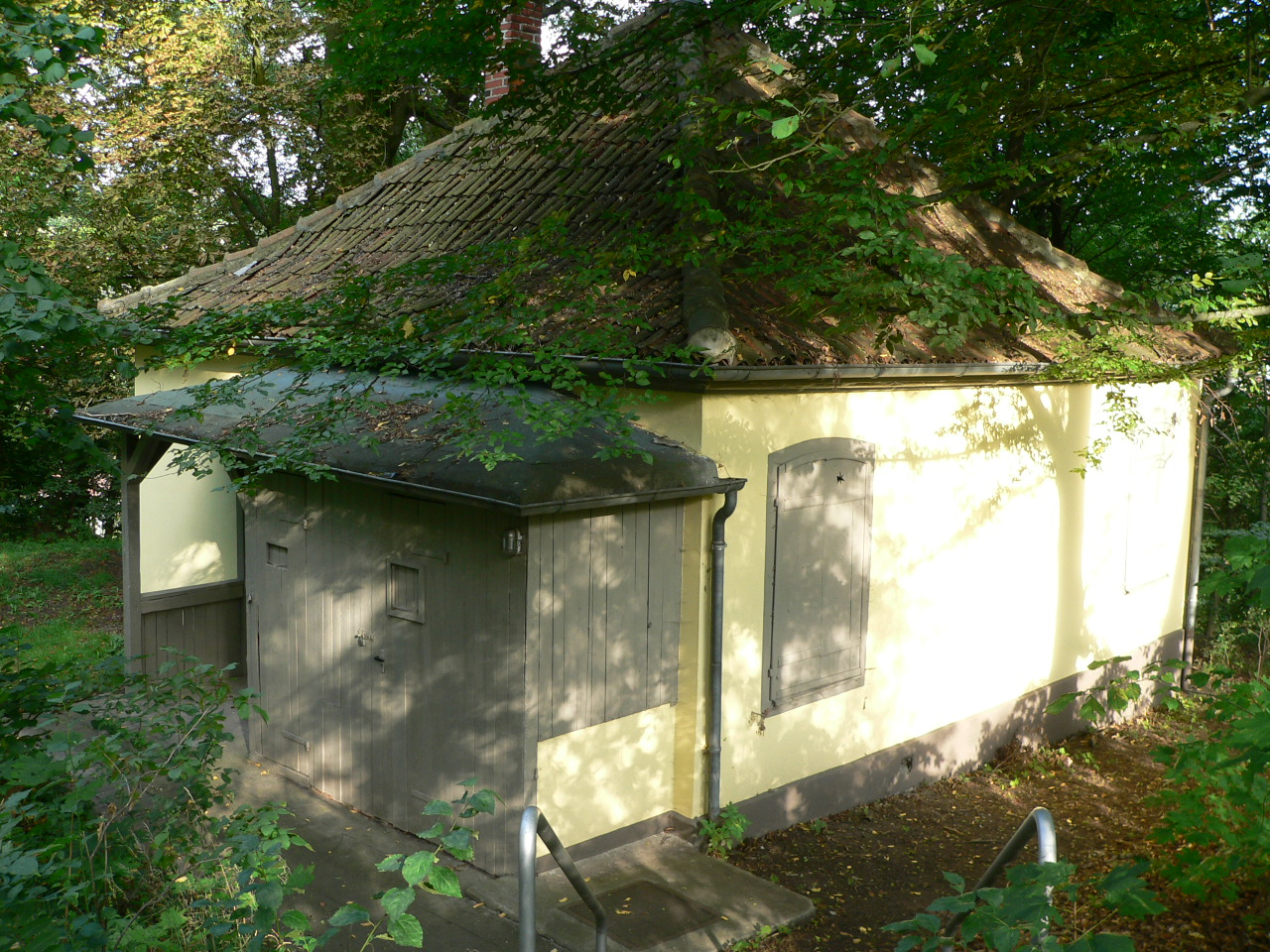
Die Wirkungsstätte Jean Pauls in Coburg 1803–1804
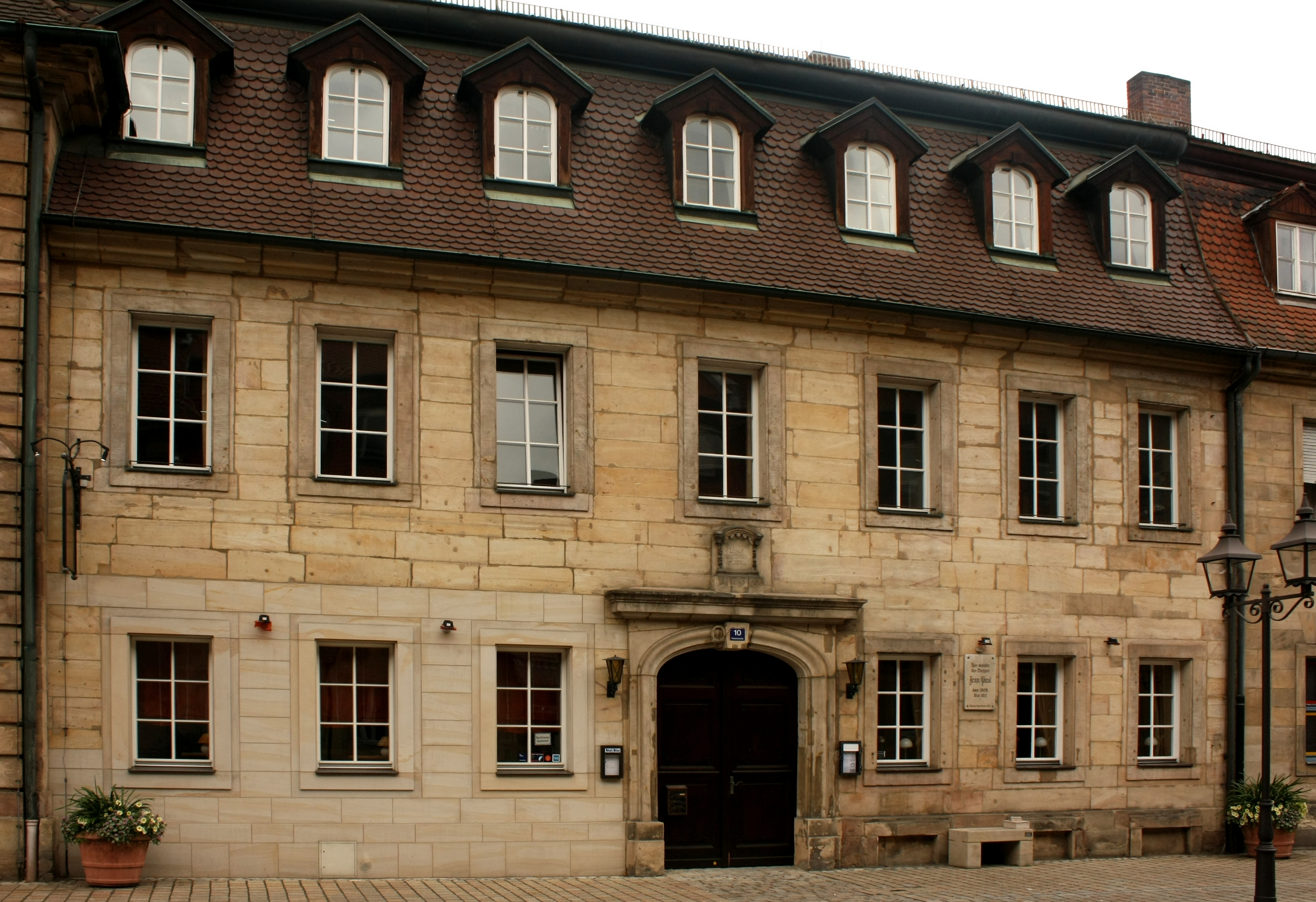
Wohnhaus in Bayreuth 1808–1811 (Friedrichstraße 10)
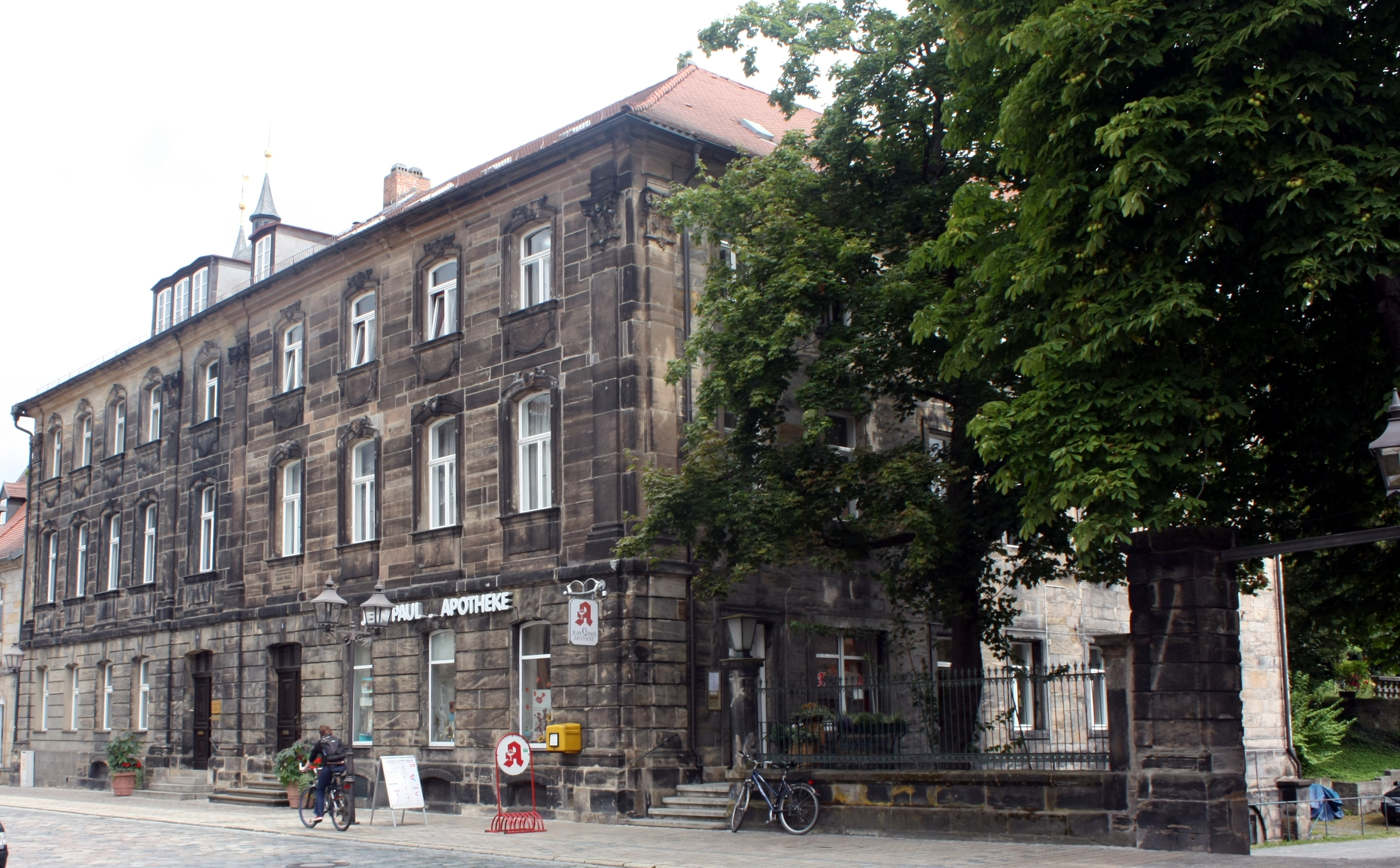
Wohn- und Sterbehaus in Bayreuth (Friedrichstraße 5)
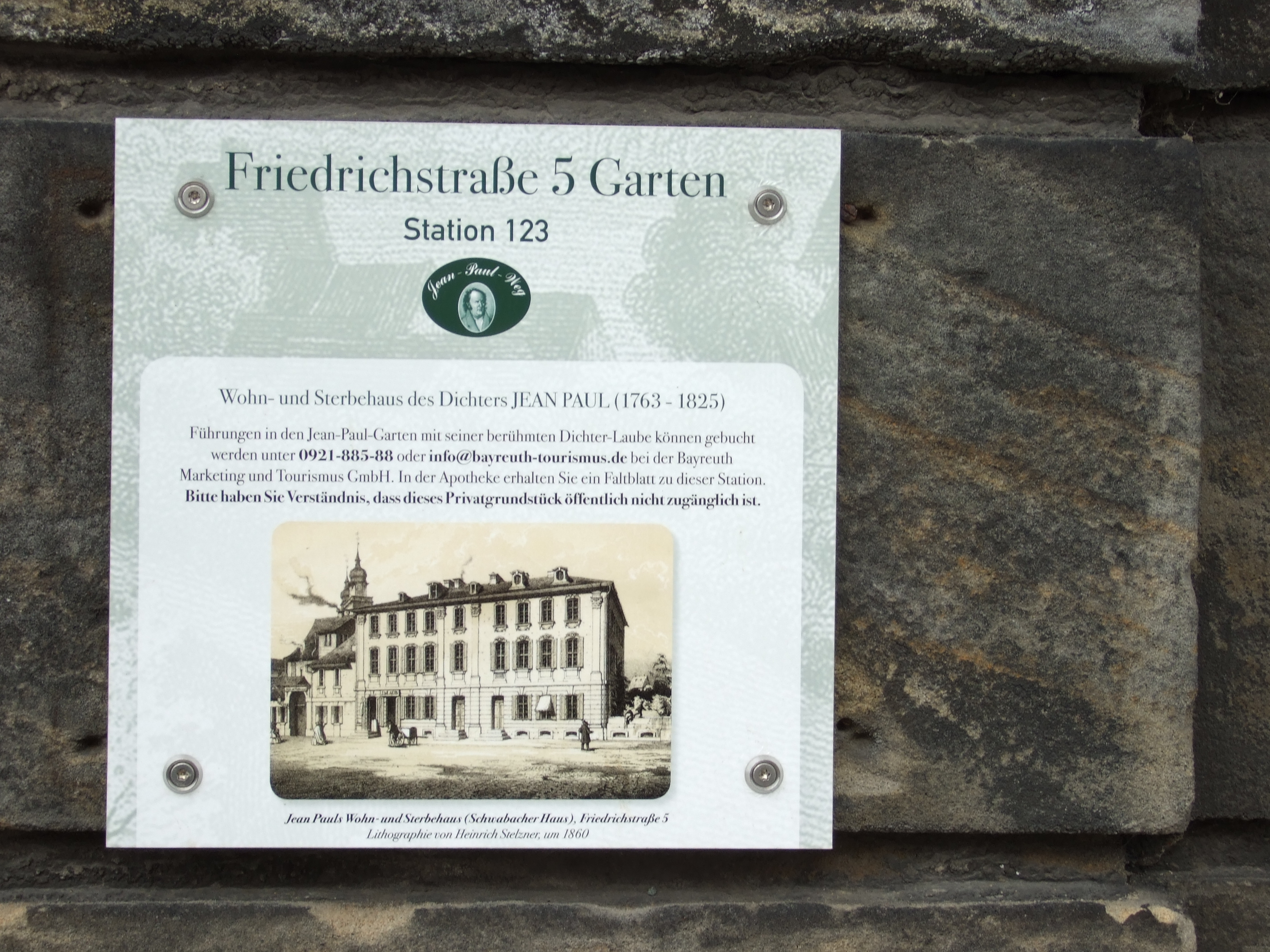
Tafel am Haus Friedrichstraße 5
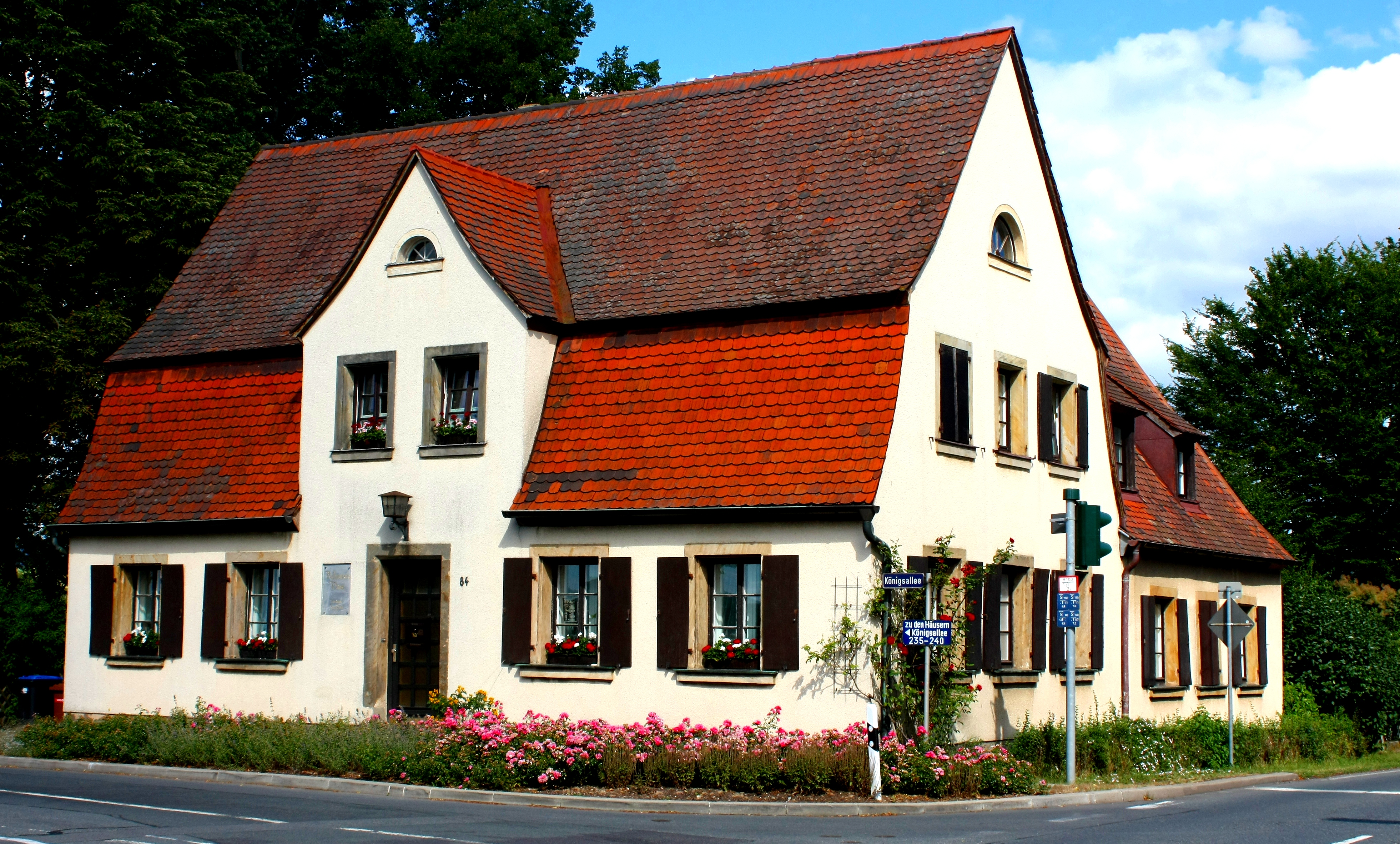
Gasthaus Rollwenzelei der Wirtin Anna Dorothea Rollwenzel mit erhaltener Dichterstube (1809–1825) in Bayreuth

## Literarische Bedeutung
Jean Paul nimmt in der deutschen Literatur eine Sonderstellung ein und hat das Lesepublikum schon immer gespalten. Bei den einen erntete er höchste Verehrung, bei anderen Kopfschütteln und Desinteresse. Er trieb die zerfließende Formlosigkeit des Romans der Romantiker auf die Spitze; August Wilhelm Schlegel nannte seine Romane „Selbstgespräche“, an denen er den Leser teilnehmen lasse (insofern eine Übersteigerung dessen, was Laurence Sterne im Tristram Shandy begonnen hatte). Jean Paul spielte ständig mit einer Vielzahl witziger und skurriler Einfälle; seine Werke sind geprägt von kühner Metaphorik sowie abschweifenden, teilweise labyrinthischen Handlungen, in die Jean Paul Reflexionen und poetologische und philosophische Kommentare einmischte; neben geistreicher Ironie stehen unvermittelt bittere Satire und milder Humor, neben nüchternem Realismus finden sich verklärende, oft aber auch ironisch gebrochene Idyllen, auch Gesellschaftskritik und politische Stellungnahmen sind enthalten.
Besonders Leserinnen schätzten seine Romane. Dies lag vor allem an der Empathie, mit der Jean Paul die Frauenfiguren in seinen Werken gestalten konnte: Nie zuvor waren in der deutschen Literatur weibliche Charaktere mit einer solchen psychologischen Tiefe dargestellt worden. Allerdings finden sich auch nirgends sonst derart vergnüglich-misogyne Sticheleien wie bei Jean Paul. Ähnlich vielgestaltig und verwirrend wie viele seiner Romane muss auch Jean Pauls Charakter gewesen sein: Er war wohl sehr gesellig und geistreich, gleichzeitig extrem sentimental, von fast kindlichem Gemüt und schnell zu Tränen gerührt. Seine Werke lassen immer wieder erkennen, wie sehr er sich nicht nur für Literatur, sondern auch für Astronomie und andere Wissenschaften interessierte.
Sein Verhältnis zu den Weimarer Klassikern Goethe und Schiller war zwiespältig (so sagte Schiller, Jean Paul sei ihm „fremd wie einer, der aus dem Mond gefallen ist“). Herder und Wieland allerdings haben ihn geschätzt und unterstützt. Obwohl er immer Distanz zu den Klassikern hielt, die die Kunst verabsolutieren wollten, und in seinem theoretischen Ansatz – etwa in seiner Vorschule der Ästhetik – deutliche Einflüsse der Romantik festzustellen sind, ist er letztlich nicht zu den Romantikern zu rechnen. Er hielt auch hier kritischen Abstand; denn bei allem Subjektivismus verabsolutierte er das Ich des Autors nicht: Jean Paul besaß − was zwischen klassischem Ernst und romantischer Ironie selten geworden war − Humor. Auch mit dem Wesen des Humors setzte er sich – vielleicht als erster – eingehend auseinander.
Sowohl die Aufklärung als auch die Metaphysik waren für ihn gescheitert, gleichwohl hatten sie ihren Platz in seinem Weltbild. So gelangte er zu einer Weltanschauung ohne Illusionen, verbunden mit humorvoller Resignation. Dazu passt, dass Jean Paul einer der ersten Fürsprecher der Philosophie Arthur Schopenhauers war. Er versuchte nicht zu indoktrinieren, sondern das Glück des Menschen darzustellen.
In seinen Schriften nennt Jean Paul das literarische Motiv des „Doppelgängers“ nicht nur als erster beim Namen und prägt es somit, sondern gestaltet es auch in unzähligen Variationen aus (vgl. unter anderem Siebenkäs und Leibgeber; Schoppe, Liane und Idoine; Roquairol und Albano). So definiert er in seinem Siebenkäs: „Doppeltgänger (So heißen Leute, die sich selber sehen).“
Jean Pauls Werk spiegelt das gesamte weltanschauliche Spektrum seiner Zeit wider. Obwohl E. T. A. Hoffmanns Werk in seiner grotesken Komik oder etwa in der Übernahme des Motivs des Doppelgängers dem von Jean Paul nahestand – Nachfolger im eigentlichen Sinne hatte er nicht. Jedoch stand etwa der frühe Adalbert Stifter unter seinem Einfluss und im Werk Wilhelm Raabes sind zahlreiche Anleihen an Jean Paul zu finden. Allenfalls können auch Autoren des 20. Jahrhunderts wie Georg Heym, Hermann Burger, Albert Vigoleis Thelen, Paul Celan, Arno Schmidt und aktuell Alban Nikolai Herbst (insbesondere in Bezug auf seinen Roman Wolpertinger oder Das Blau) aufgrund ihrer Sprachartistik und Digressionskunst als Erben der Jean Paulschen Prosa angesehen werden. Jean Paul genoss in diesen späteren Dichtergenerationen immer wieder höchstes Ansehen. Jean Paul ist der einzige Dichter, dessen Gesamtwerk Paul Celan auf seiner Emigration nach Paris mitgenommen hat, und Celan hat nicht nur poetologische Anregungen von Jean Paul erfahren, sondern auch zahlreiche Wörter in dessen Werk wie „Flughaut“ oder „Sprachgitter“ angestrichen und in seine Gedichte integriert. Von Arno Schmidt stammt das Zitat, dass Paul „einer unserer Großen (…), einer von den Zwanzig, für die ich mich mit der ganzen Welt prügeln würde“, gewesen sei.
In seinen 2010 gehaltenen Frankfurter Poetikvorlesungen Über den Zufall setzte sich Navid Kermani intensiv mit Jean Paul auseinander. Pauls Selberlebensbeschreibung bildete für Kermanis in den Vorlesungen behandelten Roman Dein Name eine zentrale Referenz.

### Ehrungen
- Das Jean-Paul-Museum in Bayreuth befindet sich im Chamberlainhaus in der Wahnfriedstraße 1. Mittelfristig soll das Museum in Jean Pauls Wohn- und Sterbehaus in der Friedrichstraße umziehen.[8]
- 1925 wurde zu seinem 100. Todestag die Jean-Paul-Gesellschaft gegründet, die die Verbreitung und Erforschung seines Werks fördert.
- Zu seinen Ehren wurde der Große Literaturpreis des Freistaates Bayern Jean-Paul-Preis genannt.
- Seine Büste fand Aufstellung in der Ruhmeshalle in München.
- Ebenfalls steht eine Büste in der Walhalla in Donaustauf.
- Das Hofer Gymnasium, das Jean Paul besuchte, existiert nach wie vor. Seit 1946 trägt es den Namen Jean-Paul-Gymnasium.[9] Im Dezember 2013 wurde dort eine von dem Thurnauer Bildhauer Claus Tittmann geschaffene Bronzebüste Jean Pauls aufgestellt.
- An der Stelle des im 19. Jahrhundert abgebrochenen Hauses in Weimar, wo Jean Paul von Oktober 1798 bis Ende September 1800 wohnte, wurde 2001 auf Initiative der Schriftstellerin Gisela Kraft eine in das Straßenpflaster des Marktplatzes eingelassene Gedenktafel angebracht.[10]
- In vielen weiteren Städten und Gemeinden sind Schulen sowie Straßen und Plätze nach Jean Paul benannt.
- Der Jean-Paul-Weg ist ein Wanderweg im Regierungsbezirk Oberfranken.
- Der Asteroid (14365) Jeanpaul wurde nach ihm benannt.
- Seit März 2013 steht in der Gartenanlage neben dem Jean-Paul-Museum eine zehn Meter hohe, schwungvoll gekurvte Gitterkonstruktion der Berliner Künstlergruppe Inges Idee, die an Jean Pauls Erzählung „Des Luftschiffers Giannozzo Seebuch“ erinnert und vom Förderkreis Skulpturenmeile Bayreuth e. V. gestiftet wurde.[11]
- Anlässlich seines 250. Geburtstages wurde an 25 Wirkungsstätten von Jean Paul in fünf Bundesländern und der Tschechischen Republik die Litfaßsäulenausstellung Jean Pauls Orte eröffnet.[12]
- Die Webelsche Buchhandlung in Zeitz widmete 1822 das von ihr herausgegebene Encyclopädische Wörterbuch oder alphabetische Erklärung aller Wörter aus fremden Sprachen, die im Deutschen angenommen sind, auch aller in den Wissenschaften, bei den Künsten und Handwerkern üblichen Kunstausdrücken, nebst vollständiger Geographie und andern Nachweisen dem „Herrn Legationsrath Jean Paul Richter in Baireuth [...] aus reiner inniger Verehrung.“
- Die Rollwenzelei, ein ehemaliges Gasthaus in Bayreuth an der Straße nach Weiden nahe der Eremitage, war einer seiner Lieblingsorte, wo er auch dichtete. Die ehemalige Dichterstube wurde 2009/2010 grundlegend saniert. Sie ist ein kleines Museum mit originalem Inventar.[13]

Stadtfriedhof Bayreuth vor 1860, vorn links Jean Pauls erster Grabstein
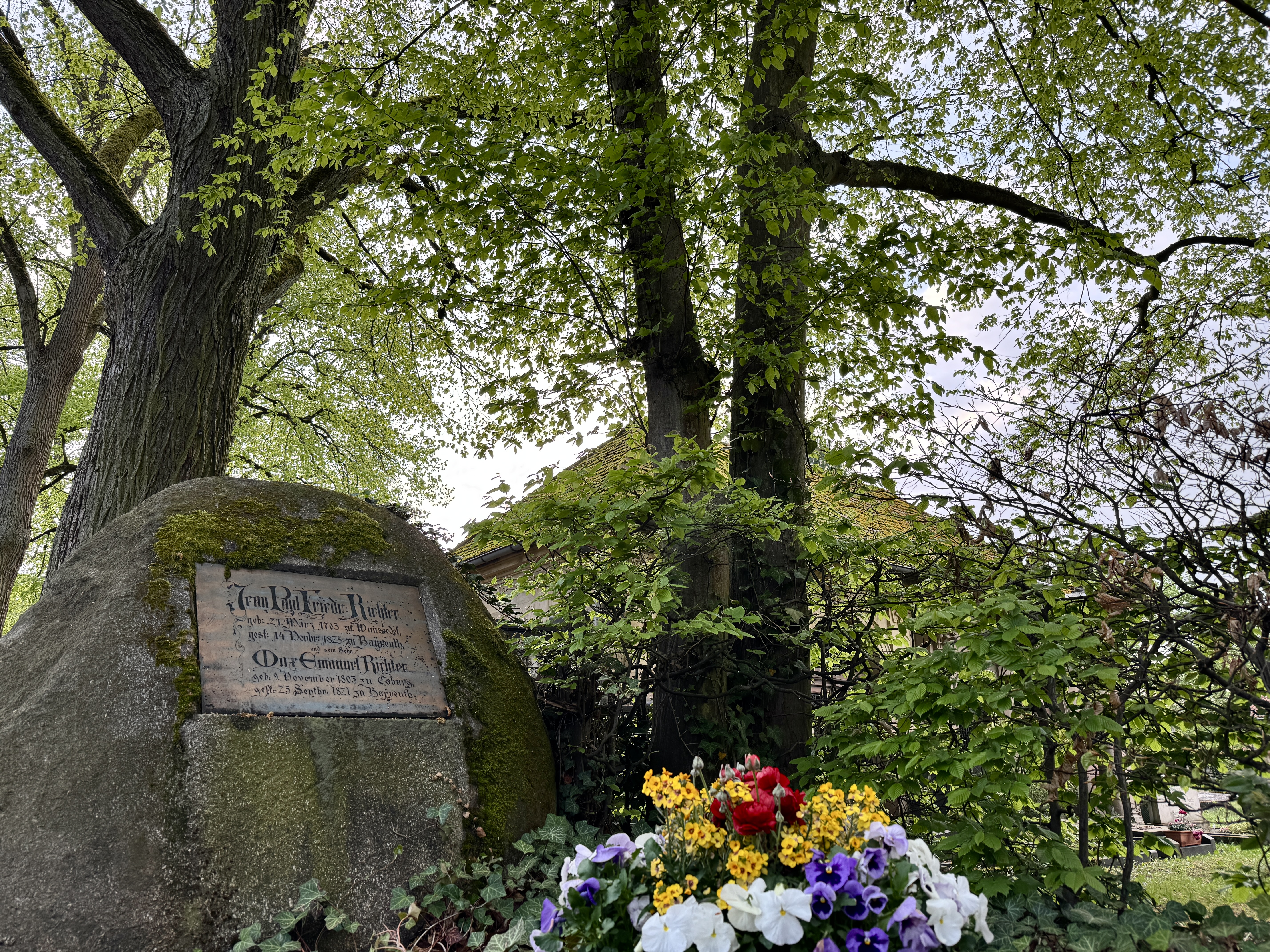
Das Grabmal von Jean Paul und seinem Sohn Max auf dem Bayreuther Stadtfriedhof, ein naturbelassener Findling.
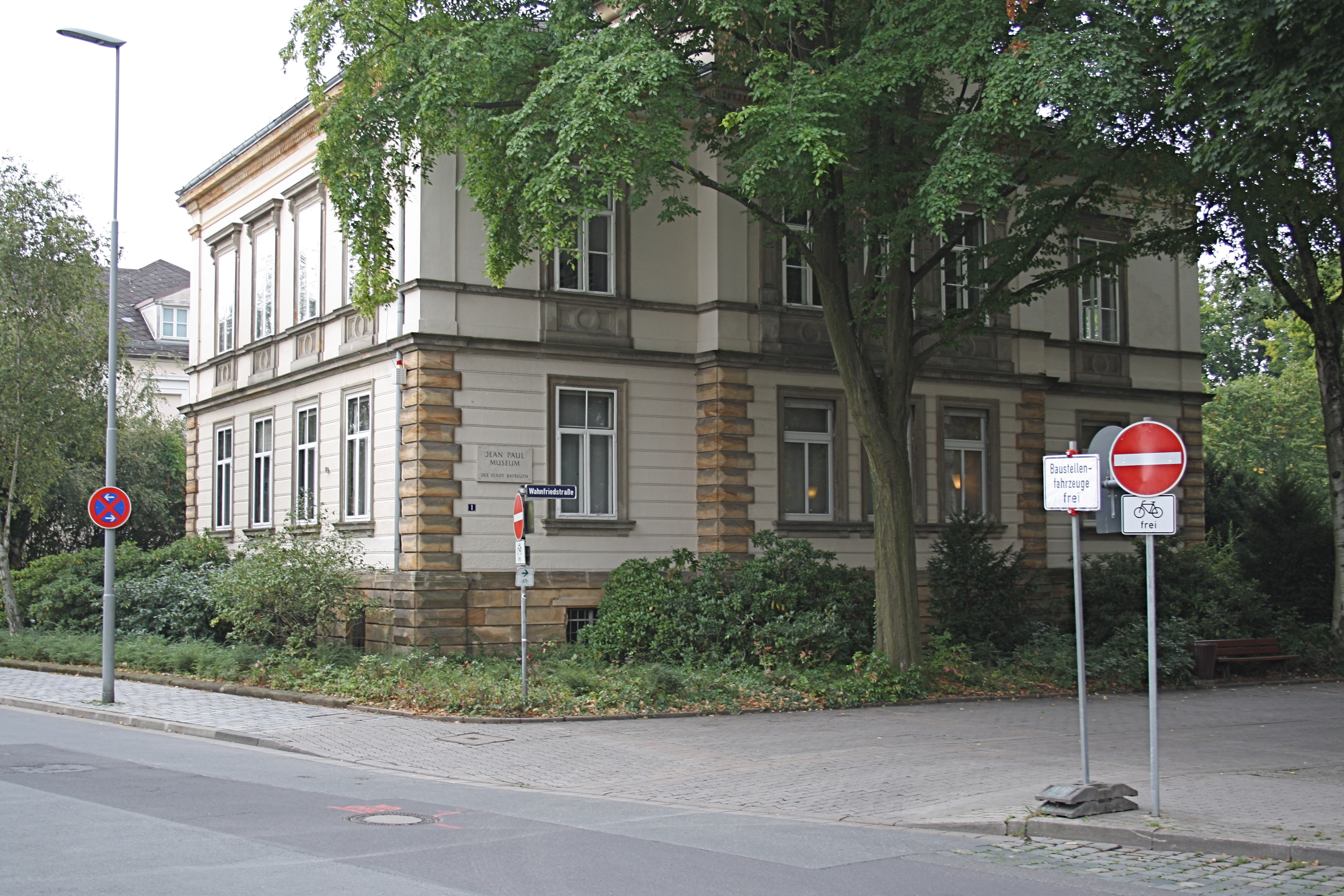
Jean-Paul-Museum im ehemaligen Wohnhaus von Richard Wagners Tochter Eva Chamberlain, Wahnfriedstraße 1, in Bayreuth
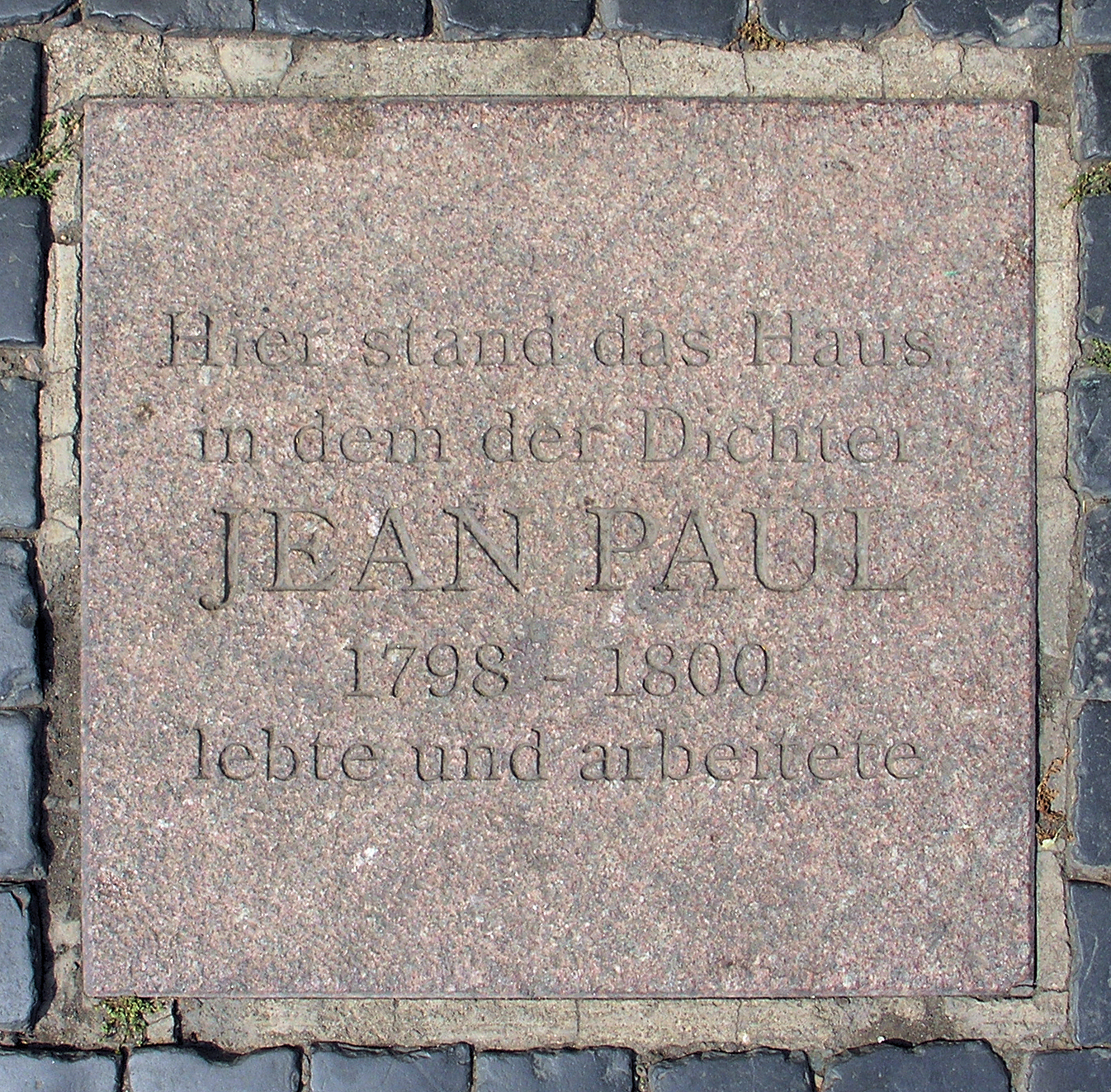
Gedenktafel in Weimar
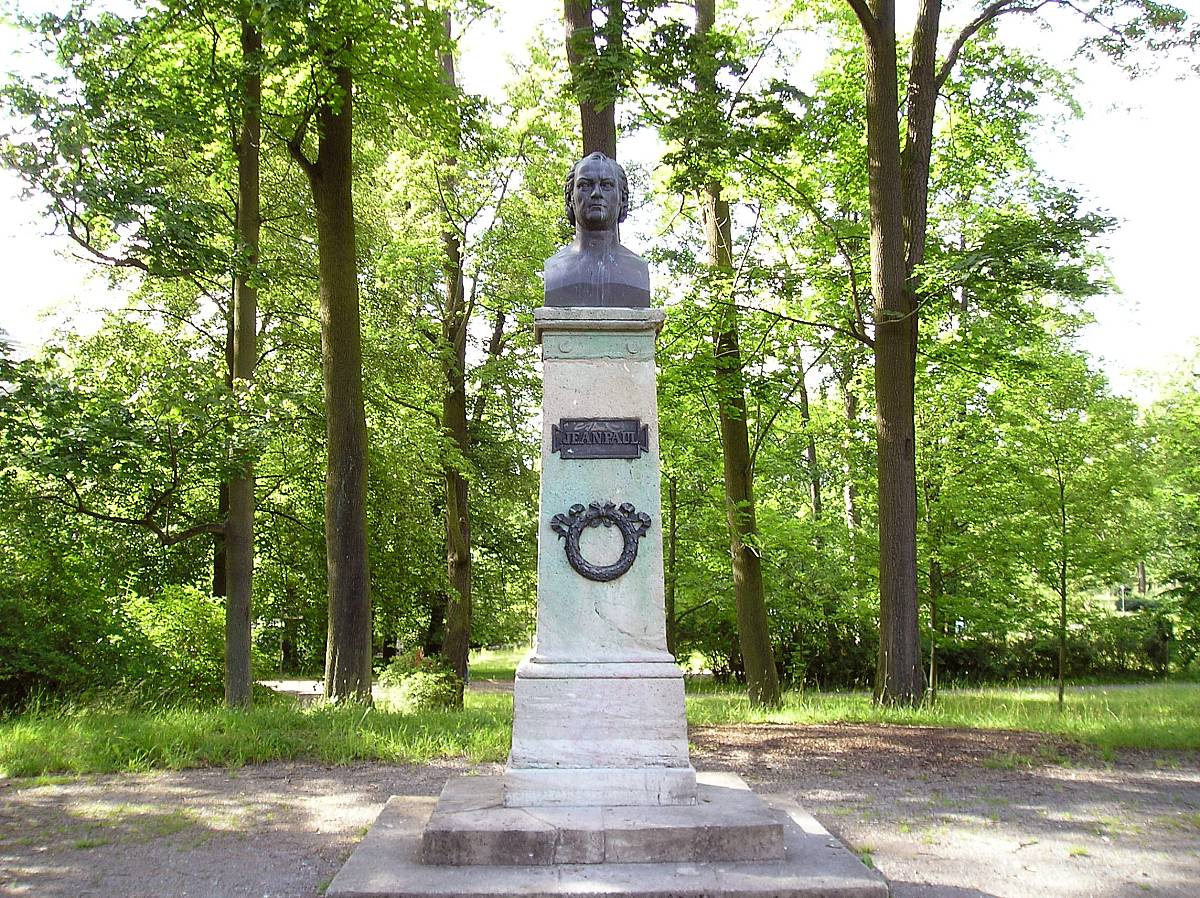
Denkmal in Meiningen, Jean Pauls Wohnort von 1801 bis 1803
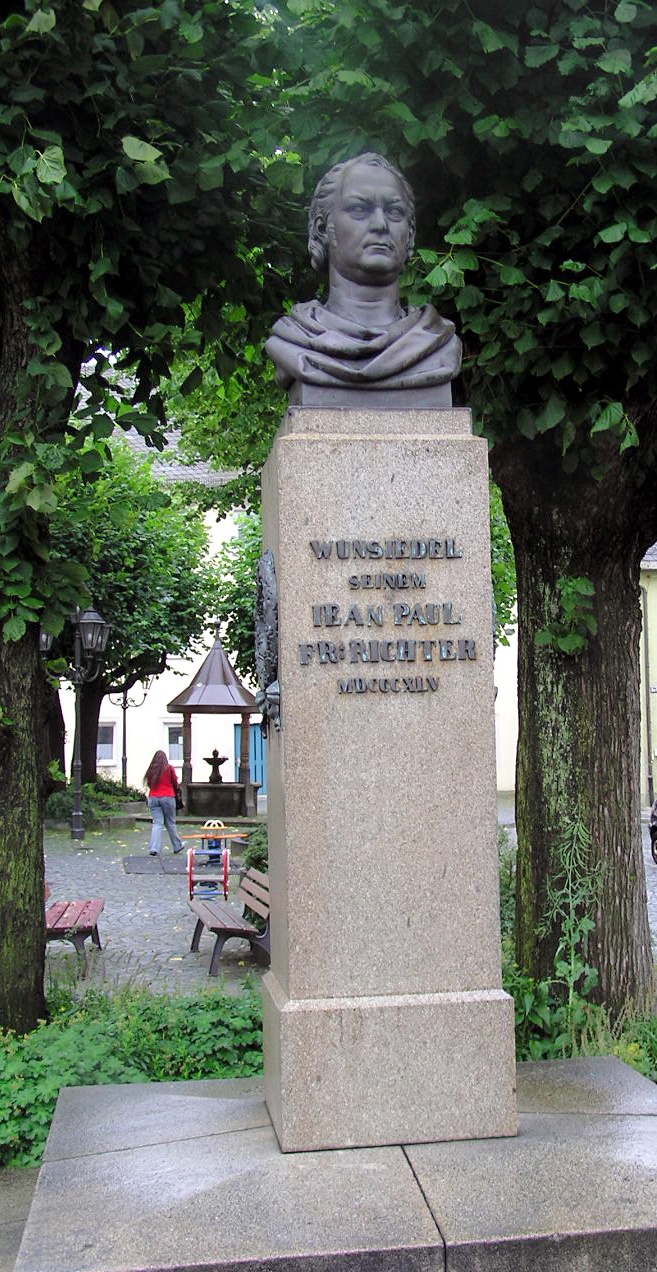
Jean-Paul-Denkmal von Ludwig Schwanthaler in Wunsiedel
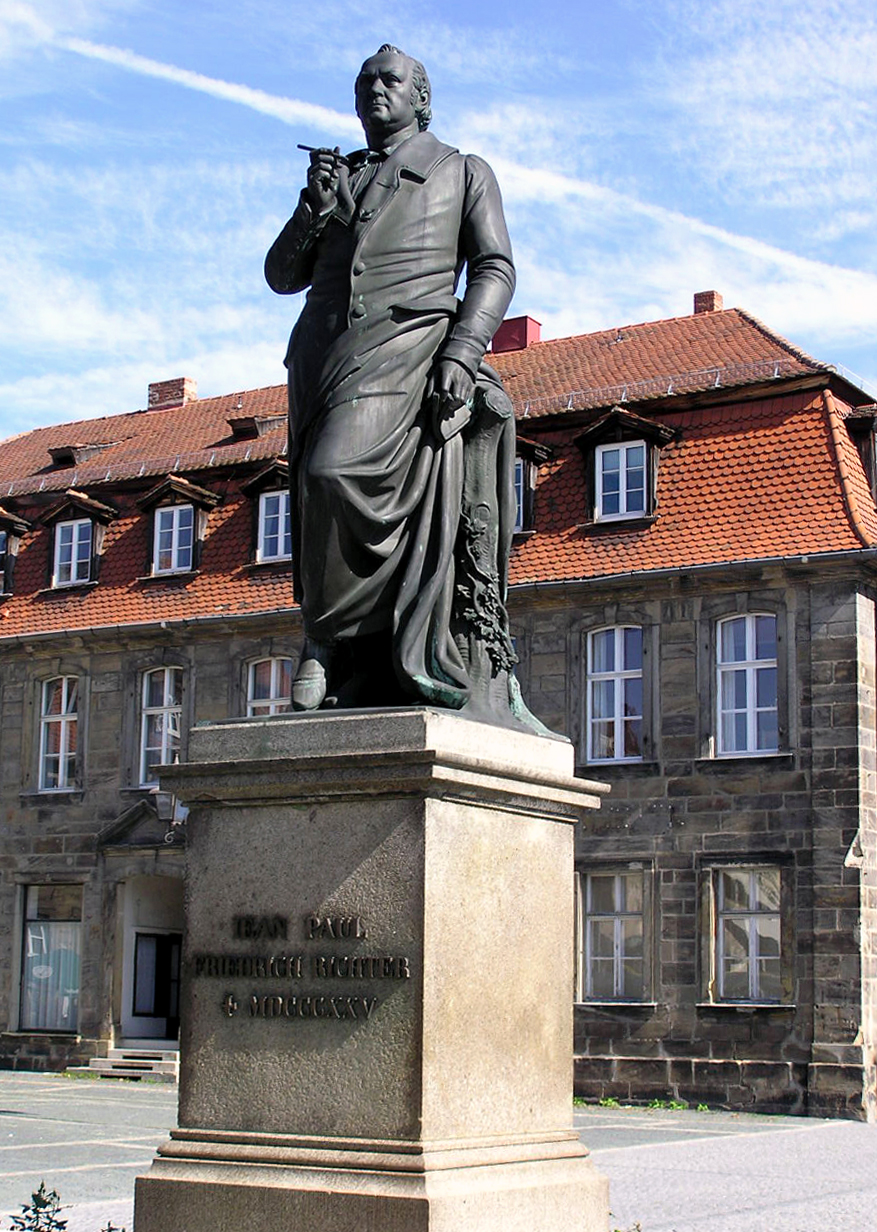
Jean-Paul-Denkmal in Bayreuth
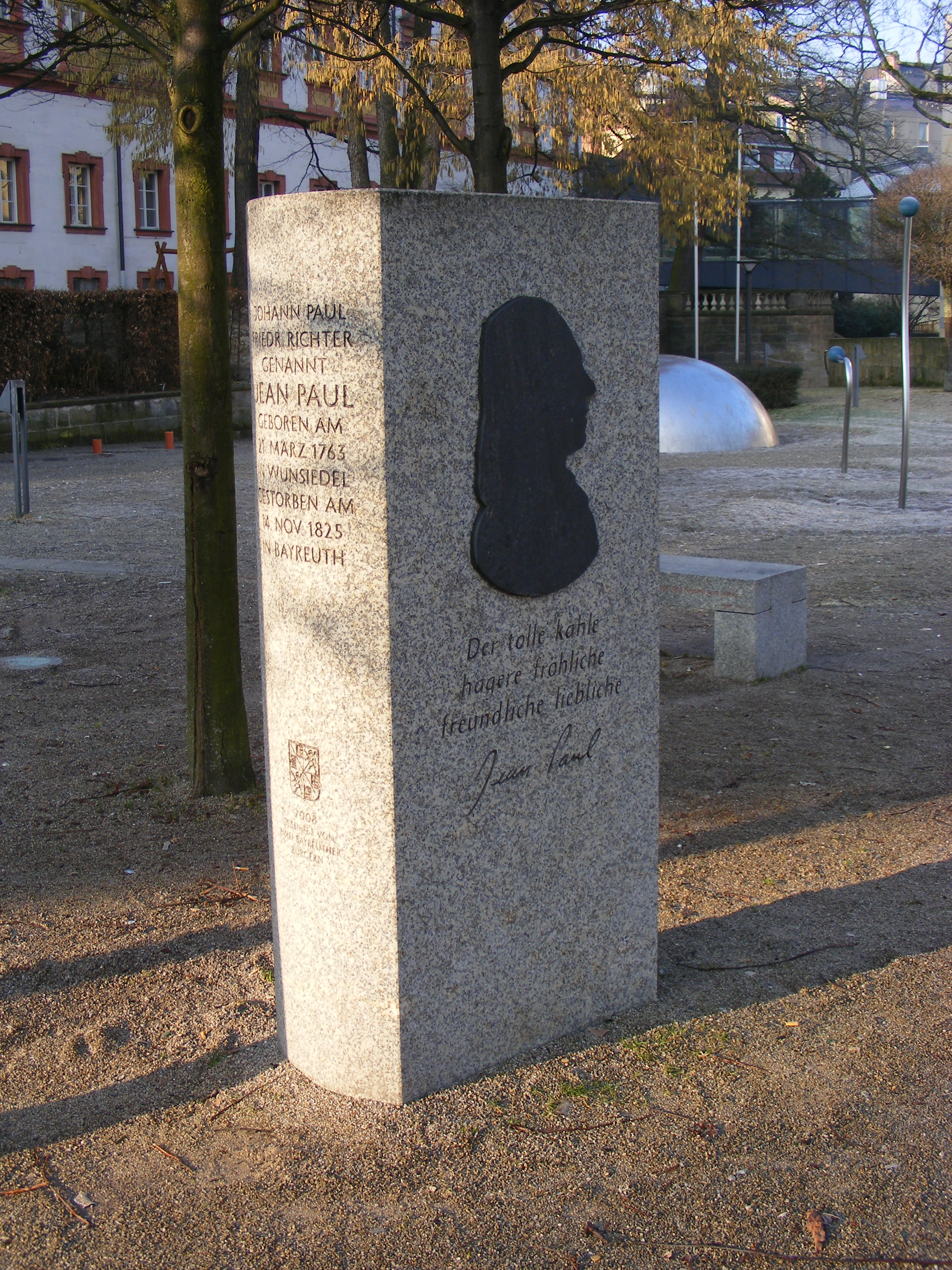
Steinernes Buch-Monument für Jean Paul, gegenüber dem Markgräflichen Opernhaus in Bayreuth
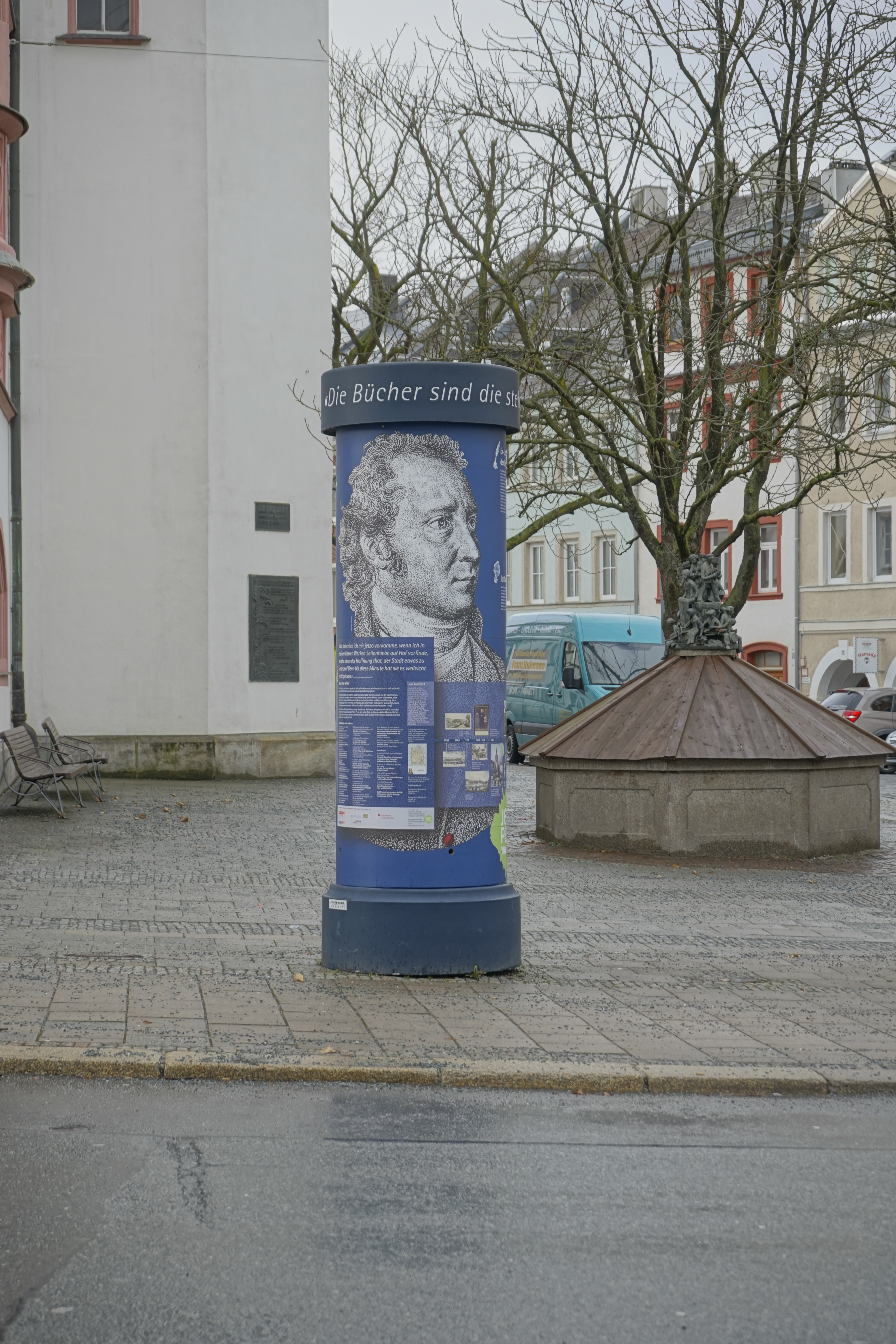
Litfaßsäule am Rathaus Hof.
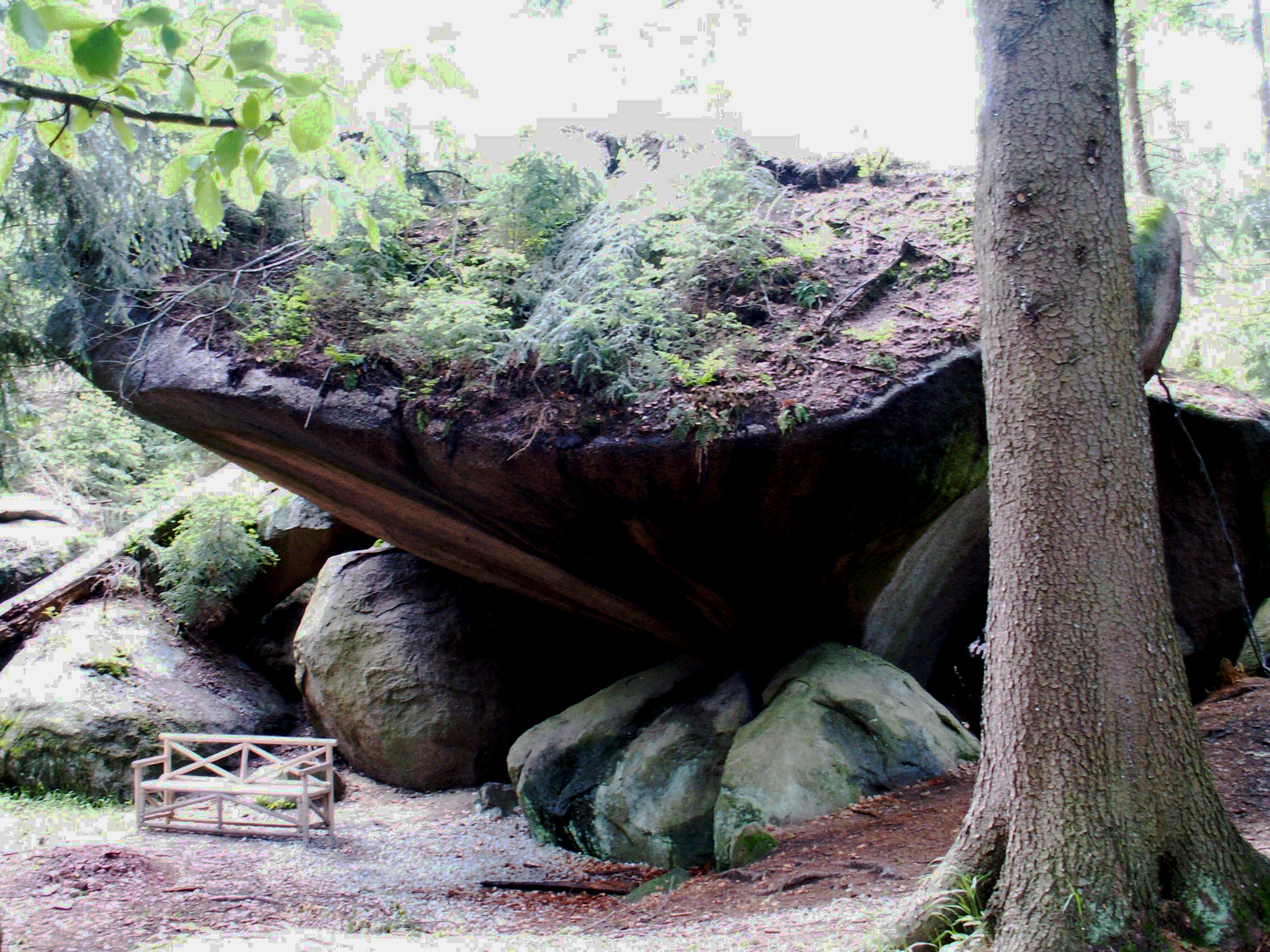
Jean-Paul-Platz im Luisenburg-Felsenlabyrinth
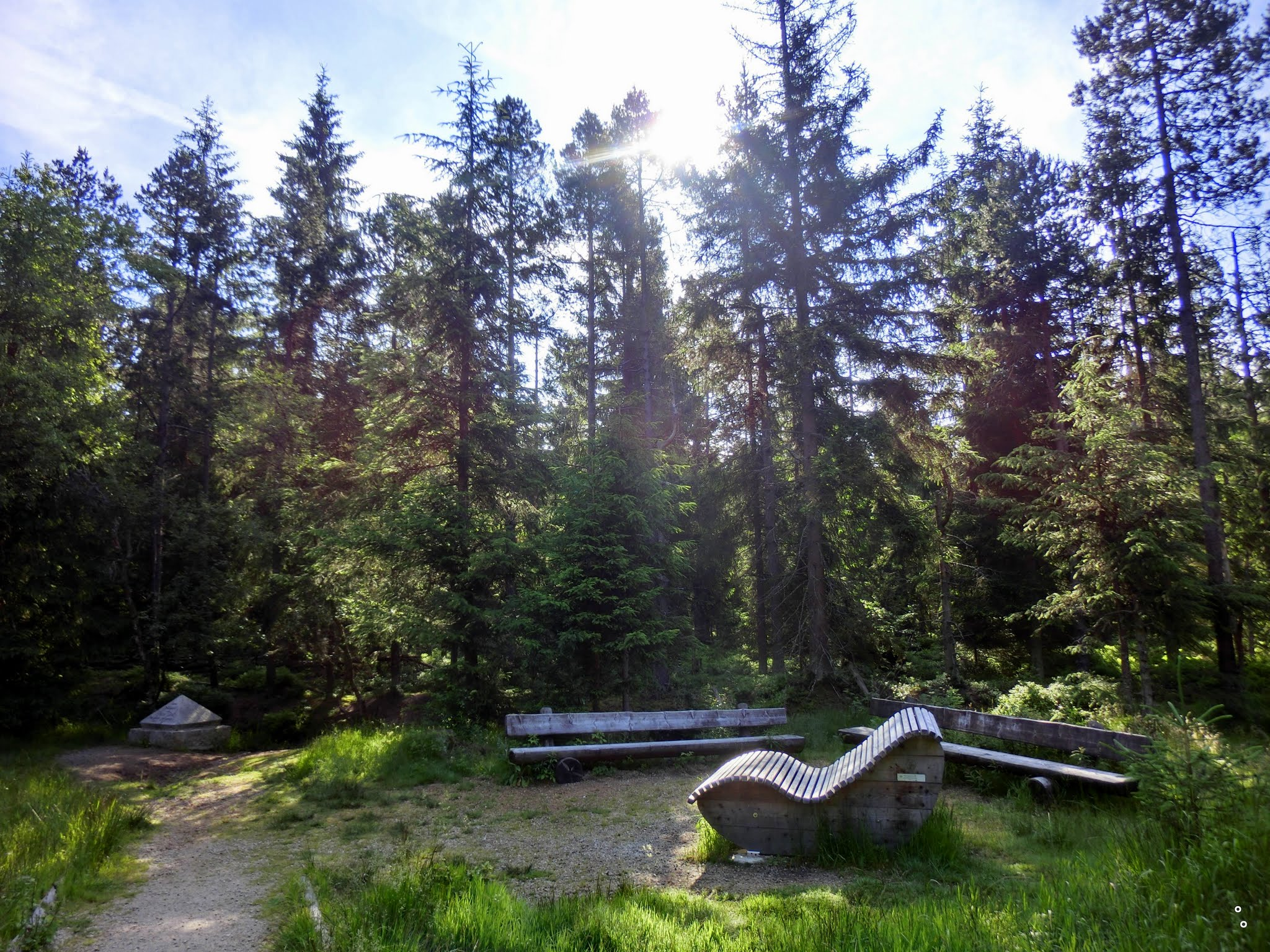
Jean-Paul-Brunnen im Fichtelsee-Moor
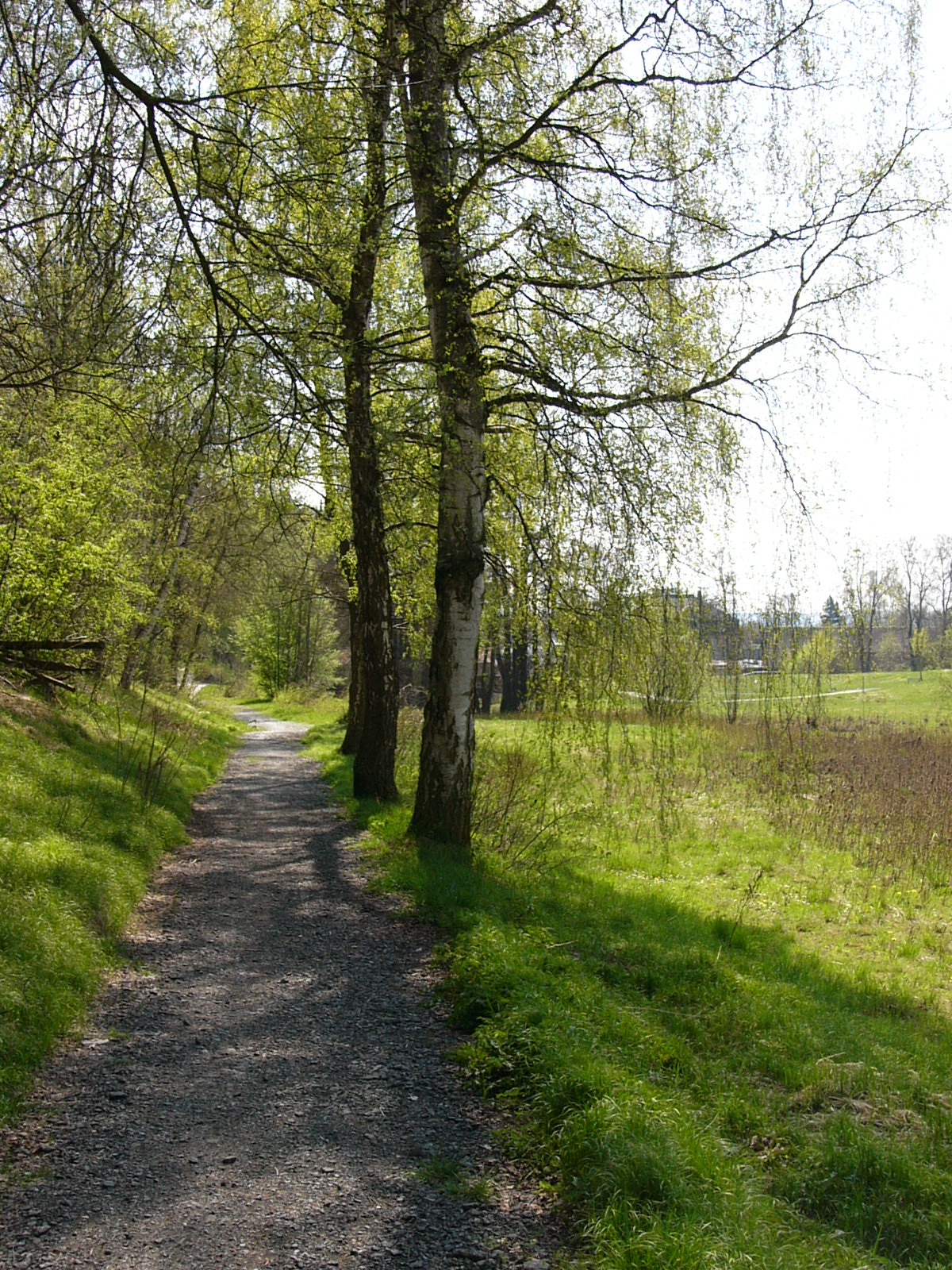
Jean-Paul-Weg in Schwarzenbach an der Saale

## Rezeption und Adaptionen

### Hörbücher
- Jean Paul: Katzenbergers Badereise. Funkbearbeitung: Friedemann Schreiter. Regie: Klaus Zippel. Mitwirkende: Rüdiger Evers, Hans-Joachim Hegewald, Wolfgang Jacob. Rundfunk der DDR, Berlin 1980.
- Jean Paul: Freiheits-Büchlein. Lesung mit Peter Matić. Regie: Klaus Zippel. Produktion: Mitteldeutscher Rundfunk, 2007, 1 CD, 75 min, Der Audio Verlag, 2007.
- Jean Paul: Leben des vergnügten Schulmeisterlein Maria Wutz in Auenthal. Sprecher: Norbert Beilharz. Cassette 1148 Erich Schumm, Murrhardt/Württ. Schumm sprechende bücher. Textgrundlage: Reclam Universal-Bibliothek Nr. 119
- Jean Paul: Das Leben des vergnügten Schulmeisterlein Maria Wutz. Sprecher: Markus Hoffmann. Argon, 2006, ISBN 3-86610-006-X.
- Jean Paul: Träume, Reisen, Humoresken. Das Hörbuch zum Jean-Paul-Weg in Oberfranken. Audiotransit, 2011.

### Literarische Rezeption
In seiner Erzählung Tina oder über die Unsterblichkeit thematisiert und parodiert Arno Schmidt Jean Pauls (s. Selina oder über die Unsterblichkeit) Vorstellung eines Elysiums und greift in diesem Zusammenhang auf Argumente einzelner Romanfiguren zurück.
Im 21. Jahrhundert bezieht sich Walter Kappacher in seinem Roman Selina oder Das andere Leben durch die Titelvariation und das vorangestellte Motto „Ein ewiges Wesen zusehend einem Wesen, das über seine Vernichtung nachsinnt.“ auf Jean Pauls Das Kampaner Tal und die nicht fertiggestellte Fortsetzung Selina oder über die Unsterblichkeit. Die Protagonisten Stefan und Heinrich Seiffert diskutieren Jean Pauls Gedanken über ein Weiterleben nach dem irdischen Tod.

### Musikalische Rezeption

#### 19. Jahrhundert
- Aloys Schmitt: Großes Tongemälde für das Piano-Forte zu vier Händen. Leipzig 1824.
- Gottlob Wiedebein: An Wina. In: Lieder mit Begleitung des Piano-Forte. Braunschweig 1827.
- Theodor Bradsky: An Lina. In: Drei Lieder für eine Singstimme mit Begleitung des Pianoforte. Op. 51, Berlin und Posen 1879
- Heinrich Werner: Nasses Auge. [1828] In: Vergessene Lieder. Hg. von Friedrich Mecke. Duderstadt 1913.
- Franz Otto: An Julie. In: Ernst und heiter wie das Leben. Sechs Gesänge für vier Männerstimmen, Op. 2, Dresden 1830.
- Wilhelm Taubert: An Wina. In: Sechs Deutsche Lieder mit Begleitung des Pianoforte. Berlin 1832.
- Robert Schumann: Papillons pour le pianoforte seul. Op. 2 [1832]. In: Sämtliche Klavierwerke. Band 1, hg. und kommentiert von Ernst Herttrich. München 2010.
- Julius Riehle: An Wina. In: Sechs Lieder für eine Bass- oder Baritonstimme mit Pianofortebegleitung. Leipzig 1832.
- Leopold Lenz: An Wina. In: Neun Gesänge für eine Singstimme mit Begleitung des Pianoforte. Op. 16, München 1835.
- Heinrich Dorn: An Wina. In: Vier Lieder für eine Baß- oder Baritonstimme mit Begleitung des Pianoforte. Op. 16, Leipzig 1836.
- Johann Friedrich Kittl: Wär’ ich ein Stern. [1838] In: Amphion, eine Sammlung der beliebtesten Gesänge mit Begleitung des Pianoforte. No. 5. Prag 1840.
- Ders.: Ständchen. In: Sechs Lieder für eine Singstimme mit Begleitung des Pianoforte. Op. 4, Wien 1839.
- Robert Schumann: Blumenstück. Op. 19. Wien 1939.
- Carl Grünbaum: Lied [Es zieht in schöner Nacht der Sternenhimmel], nebst Ludwig Ritter von Rittersberg: Es muß ein Reiter sein! o. A. ca. 1840.
- Ernst Pauer: Ständchen. In: Gesänge für vier Männerstimmen. Op. 23, Mainz, Antwerpen und Brüssel 1847.
- Ernst Friedrich Kauffmann: Ständchen nach Jean Paul für eine Bariton- oder Alt-Stimme mit Piano-Forte Begleitung. Mainz 1848.
- Carl Reinecke: O wär’ ich ein Stern aus den Flegeljahren von Jean Paul. In: Sechs Lieder und Gesänge für eine Singstimme mit Begleitung des Pianoforte. Op. 18, Leipzig 1850.
- Stephen Heller: Blumen-, Frucht- und Dornenstücke [Nuits blanches]. Op. 82, Berlin 1850.
- Marta von Sabinin: O wär ich ein Stern. In: Acht Lieder, Op. 1. Leipzig 1855.
- Albert Jungmann: Nasses Auge, armes Herz. In: Zwei Gesänge aus Jean Pauls Flegeljahren für eine Singstimme mit Piano, Op. 19. Berlin 1856.
- Albert Jungmann: Wär’ ich ein Stern. In: Zwei Gesänge aus Jean Pauls Flegeljahren für eine Singstimme mit Piano, Op. 19. Berlin 1856.
- Carl Gustav Ebell: Wär’ ich ein Stern. In: Sechs Lieder für eine Singstimme mit Begleitung des Pianoforte, Op. 1. Prag o. A.
- Adolf Emil Büchner: O wär’ ich ein Stern. In: Vier Lieder für eine Singstimme mit Begleitung des Pianoforte, Op. 20. 1858.
- Albert Segisser: Wär’ ich ein Stern. In: Zwei Lieder für Bass oder Bariton mit Begleitung des Pianoforte. Frankfurt am Main 1865.
- Theodor Twietmeyer: Wär’ ich ein Stern. In: Vier Lieder mit Begleitung des Pianoforte, Op. 3. Leipzig 1866.
- Ernst Methfessel: An Wina. Gedicht von J. P. Fr. Richter für eine Singstimme mit Begleitung des Pianoforte, Op. 14, Leipzig / Winterthur 1866.
- Theodor Lausmann: Wär’ ich ein Stern. In: Fünf Lieder für eine Sopran- oder Tenor-Stimme mit Begleitung des Pianoforte, Op. 6. Cöln 1869.
- Robert Pflughaupt: Wär’ ich ein Stern. Paraphrase nach einem Liede von Th. Lausmann für Pianoforte. Leipzig 1872.
- Eduard von Seldeneck: Wär’ ich ein Stern. Lied für eine Singstimme mit Begleitung des Pianoforte. Leipzig 1874.
- Theodor Bradsky: An Lina. In: Drei Lieder für eine Singstimme mit Begleitung des Pianoforte, Op. 51. Berlin / Posen 1879.
- Gustav Mahler: Sinfonie Nr. 1 in D-Dur (Titan) [1889]. Wien 1899.
- Alexandra Josiphowna: Titan. Symphonisches Fragment nach Jean Paul Friedrich Richter. Partitur. St. Petersburg 1890.
- Friedrich Knolle: Wär ich ein Stern. In: Zwei Lieder für eine Singstimme mit Klavierbegleitung. Braunschweig 1897.[14]

#### 20. Jahrhundert
- Ferdinand Heinrich Thieriot: Leben und Sterben des vergnügten Schulmeisterlein Wuz. Idylle für Orchester, Op. 72, Partitur. Leipzig 1900.
- Hugo Leichtentritt: Grabschrift des Zephyrs. In: Lieder und Gesänge. Op. 2, Berlin 1910.
- Henri Sauguet: Polymetres. Six Lieder sur des Poèmes de Jean-Paul. [1936], Paris 1991.
- Eduard Künnecke: Flegeljahre. Drei Orchesterstücke nach dem gleichnamigen Roman von Jean Paul, Op. 7. Berlin-Dahlem 1937.
- Karl Kraft: Fünf kleine Gesänge auf Verse des Jean Paul für Singstimme und Klavier. Augsburg ca. 1960.
- Georg Schmidt-Arzberg: Orpheus. Vertonung eines Polymeters von Jean Paul, 1968.
- Ders.: Jean Pauls Polymeter „Frühlingstraum“. Vertonung, 1974.
- Cornelius Schwehr: Quintus I. Für Gitarre, Oboe, Trompete, Viola und kleine Trommel. Wiesbaden 1981.
- Walter Zimmermann: Glockenspiel für einen Schlagzeuger. Text: Jean Paul [1983], in: Sternwanderung. 1982–1984.
- Cornelius Schwehr: Quintus II. Für Violine. Manuskript 1984/1985.
- Wolfgang Rihm: Andere Schatten. Musikalische Szene für hohen Sopran, Mezzosopran, Bariton, Sprecher, gemischten Chor und Orchester. Text nach Jean Pauls Rede des toten Christus vom Weltgebäude herab, dass kein Gott sei aus dem Roman Siebenkäs. 1985.
- Günter Bialas: Lamento di Orlando. Deutsche Texte aus Siebenkäs von Jean Paul (Bariton); lateinisch-italienischer Mischtext der Renaissance (Chor ad lib.) für Bariton solo, Gemischter Chor-SATB, Orchester, 1985.
- Oskar Sala: Rede des toten Christus vom Weltgebäude herab, dass kein Gott sei. In: My Fascinating Instrument. 1990.
- Markus Schmitt: Siebenkäs-Musik in fünf Szenen für Violine, Violoncello und Klavier. 1992.
- Iván Eröd: Blumenstück für Viola solo, Op. 62. Wien u. a. 1995.
- Ders.: Blumenstück. In: 3 Klavierstücke, Op. 66. Wien u. a. 1997.
- Andreas Mand: Siebenkäs-Lieder (nach Jean Paul). Demofassung, 2 MC. 1998.[15]
- Thomas Beimel: Idyllen. Musikalische Szenen nach Jean Paul. Kammeroper. 1998/1999.
- Franz Möckl: Prosarium nach Jean Paul für Sopran, Horn in F, Violoncello und Piano. Köln 1999.[16]

#### 21. Jahrhundert
- Johannes Schöllhorn: red and blue. Für 6 Schlagzeuger, Texte aus: Francis Ponge: La Mounine und Jean Paul Über die natürliche Magie der Einbildungskraft. Partitur/Material. 2002.
- Megalith: Rede des Toten Christus. In: Soldaten des Geistes/Spirit Soldiers. 2003.
- Christoph Weinhart: Albanos Traum. Für acht Flöten. Köln 2006.
- Thomas Beimel: ding/dong. Für Chor. 2007.
- Georg Friedrich Haas: Blumenstück nach Texten aus dem Siebenkäs von Jean Paul. Für 32-stimmigen Chor, Basstuba und Streichquintett, Wien u. a. 2009.
- Anno Schreier: Er ist nicht. Für Mezzosopran, Chor und kleines Orchester, nach einem Text von Jean Paul, 2009/2010.
- Thomas Beimel: das kind mit der krücke. Für Chor und Horn. 2010.
- Clemens von Reusner: de monstris epistola, elektroakustische Komposition. 2012.[17]
- Ludger Stühlmeyer: Zum Engel der letzten Stunde, Text aus: Leben des Quintus Fixlein – Der Tod eines Engels, für Alt-Solo, Violine und Orgel. Auftragskomposition zum Gedenkjahr 2013.

## Werke

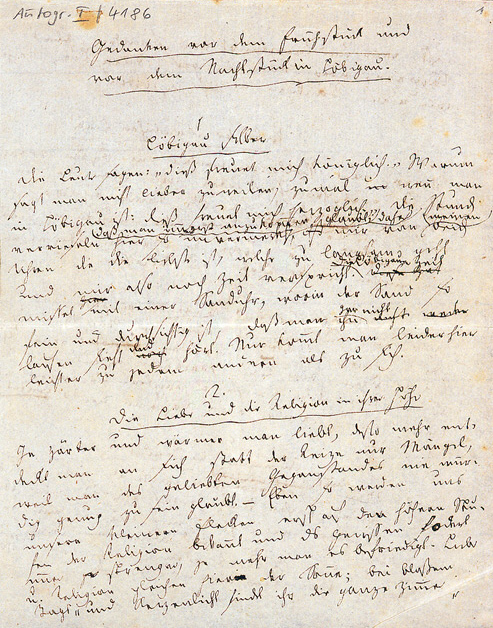
Gedanken vor dem Frühstück und vor dem Nachtstück in Löbigau, 1819

- Abelard und Heloise. (Briefroman, Jugendwerke, erste Abteilung), 1781.
- Grönländische Prozesse. (Satiren), 1783 f. – unter dem Pseudonym J. P. F. Hasus.
- Auswahl aus des Teufels Papieren. (Satiren), 1789 – unter dem Pseudonym J. P. F. Hasus.
- Die unsichtbare Loge. Eine Biographie. (Roman), 1793.
- Leben des vergnügten Schulmeisterlein Maria Wutz in Auenthal. Eine Art Idylle. (Erzählung), 1793. Neuausgabe: Insel Verlag, Frankfurt am Main 1995, ISBN 3-458-33385-1 (insel taschenbuch 1685).
- Hesperus oder 45 Hundposttage. Eine Biographie. (Roman), 1795.
- Leben des Quintus Fixlein, aus funfzehn Zettelkästen gezogen; nebst einem Mustheil und einigen Jus de tablette. Erzählung, 1796.
- Des Rektors Florian Fälbel’s und seiner Primaner Reise nach dem Fichtelberg. Erzählung, 1796. Neuausgabe: Hrsg. v. Alexander Košenina. Wehrhahn Verlag, Hannover 2020, ISBN 978-3-86525-769-7
- Siebenkäs. Blumen-, Frucht- und Dornenstücke oder Ehestand, Tod und Hochzeit des Armenadvokaten F. St. Siebenkäs im Reichsmarktflecken Kuhschnappel. Roman, 1796–1797. Neuausgabe: Insel Verlag, Frankfurt am Main 1987, ISBN 3-458-32680-4 (insel taschenbuch 980).
- Der Jubelsenior. Idylle, 1797.
- Das Kampaner Tal. Idylle, 1797.
- Konjekturalbiographie. Erzählung, 1798.
- Titan. Roman, 1800–1803. Neuausgabe: Insel Verlag, Frankfurt am Main 1983, ISBN 3-458-32371-6 (insel taschenbuch 671).
- Des Luftschiffers Giannozzo Seebuch. (Erzählung im 2. Anhangsbändchen zu Titan) 1801; Neuausgabe: Insel Verlag, Frankfurt am Main 2007, ISBN 978-3-458-19291-6 (Insel-Bücherei 1291).
- Vorschule der Ästhetik, nebst einigen Vorlesungen in Leipzig über die Parteien der Zeit. 1804; Neuausgabe: Hrsg. v. Wolfhart Henckmann. Meiner, Hamburg 1990, ISBN 3-7873-0950-0.
- Flegeljahre. Eine Biographie. (Roman), 1804–1805. Neuausgabe: Fischer Taschenbuch, Frankfurt am Main 2008, ISBN 978-3-596-90094-7.
- Freiheitsbüchlein. J. G. Cotta, Tübingen 1805; Neuausgabe: Süddeutsche Zeitung Edition. Bibliotheca Anna Amalia, München 2007, ISBN 978-3-86615-412-4.
- Levana oder Erziehlehre 1807, häufige Neuaufl.
- Des Feldpredigers Schmelzle Reise nach Flätz mit fortgehenden Noten; nebst der Beichte des Teufels bey einem Staatsmanne. (Erzählung), 1809. Neuausgabe: Kurt Wolff Verlag, Leipzig, 1917 mit acht Radierungen von Karl Thylmann; Insel Verlag, Berlin 2013, ISBN 978-3-458-19375-3 (Insel-Bücherei 1375).
- Dr. Katzenbergers Badereise, nebst einer Auswahl verbesserter Werkchen. (Erzählung), 1809.
- Leben Fibels, des Verfassers der Bienrodischen Fibel. 1812.
- Mars und Phöbus, Thronwechsel im J. 1814; eine scherzhafte Flugschrift. 1814.
- Der Komet oder Nikolaus Marggraf. Eine komische Geschichte. (Roman), 1820–1822.
- Selberlebensbeschreibung. Autobiographie. Fragment, posthum, 1826.
- Selina. Romanfragment, posthum, 1827.

## Editionen

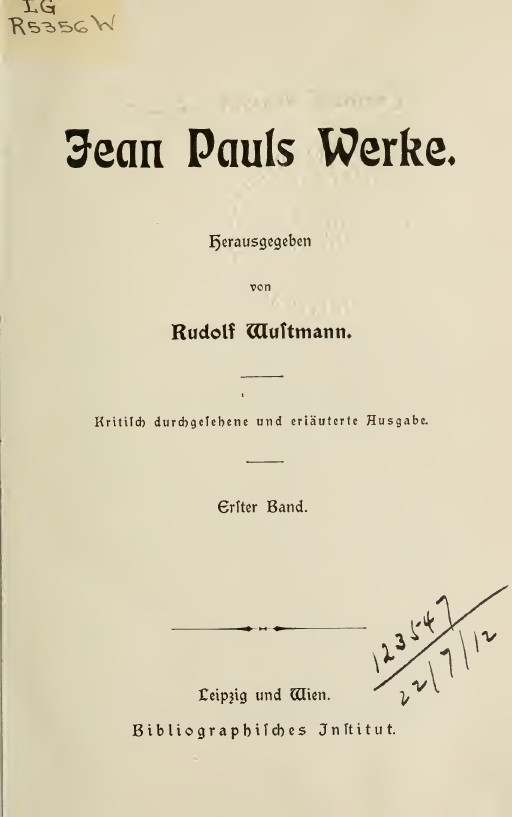
Titan. 1

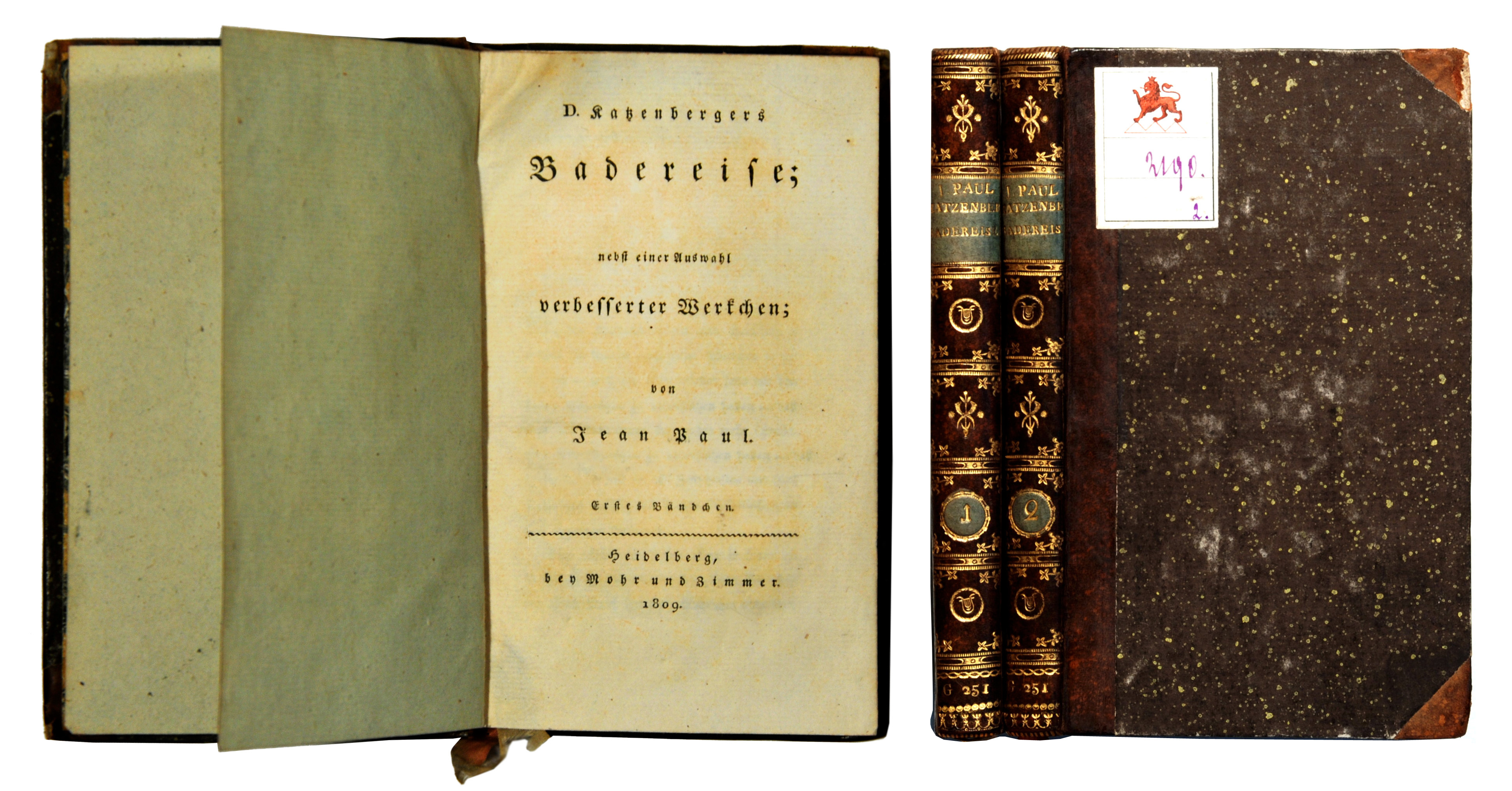
Titelblatt des Erstdrucks
von Dr. Katzenbergers Badereise

### Gesamtausgaben
- Jean Paul. Sämmtliche Werke. 65 Bde. Reimer, Berlin 1826–1838.
- Jean Paul’s Werke. 60 Teile. Gustav Hempel, Berlin [1868–1879].
- Eduard Berend (Hrsg.): Jean Paul. Sämtliche Werke. Hist. krit. Ausgabe hrsg. v. d. Preuss. Akademie der Wiss. Berlin. H. Böhlaus Nachfolger, Weimar 1927ff., Repr. Akademie-Verlag, Berlin 1996ff, ISBN 3-7400-0628-5, ISBN 3-7400-0823-7, ISBN 3-7400-0824-5, ISBN 3-7400-0825-3 (Diese Ausgabe wird noch immer fortgesetzt).
- Norbert Miller (Hrsg.): Jean Paul. Sämtliche Werke. 10 Bände. Carl Hanser Verlag, München 1959ff., 1974ff., WBG, Darmstadt 1974, 2000. (mit Nachworten von Walter Höllerer) ISBN 3-446-11658-3.
- Jean Paul – Sämtliche Briefe digital – In der Fassung der von Eduard Berend herausgegebenen 3. Abteilung der Historisch-kritischen Ausgabe (1952–1964), im Auftrag der Berlin-Brandenburgischen Akademie der Wissenschaften überarbeitet und herausgegeben von Markus Bernauer, Norbert Miller und Frederike Neuber, Berlin 2018.
- Werke. Historisch-kritische Ausgabe, hrsg. v. Helmut Pfotenhauer und Barbara Hunfeld, Max Niemeyer Verlag 2008 ff.[18]

### Anthologien
- Jean Paul. Ein Stundenbuch fuer seine Verehrer. Anthologie. Reihe Deutsche Dichtung, Band 1. Hg. und eingel. von Stefan George und Karl Wolfskehl. Nachdruck der Ausg. Berlin 1900. Mit einem Nachwort von Ute Oelmann. Klett-Cotta, Stuttgart 1989, ISBN 3-608-95660-3.[19]
- Ulrich Holbein, Ralf Simon (Hrsg.): Weltall im Krähwinkel. Ein Jean-Paul-Lesebuch. Lilienfeld Verlag, Düsseldorf 2013, ISBN 978-3-940357-31-1

### Nachlass
- Thomas Wirtz, Kurt Wölfel (Hrsg.): Jean Paul: Ideen-Gewimmel. Texte und Aufzeichnungen aus dem unveröffentlichten Nachlass. Eichborn Verlag, Frankfurt am Main 1996, Reihe Die Andere Bibliothek, ISBN 3-8218-4453-1.
- Mirko Gemmel (Hrsg.): Jean Paul: Reisetagebücher und Briefe. Auf Reisen glaubt man leichter an Sonntag als an Sonnabend. Ripperger & Kremers Verlag, Berlin 2013, ISBN 978-3-943999-20-4.
- Der handschriftliche Nachlass Jean Pauls und die Jean-Paul-Bestände der Staatsbibliothek zu Berlin – Preußischer Kulturbesitz. Teil 2: Faszikel XVI bis XXVI. Herausgegeben von Markus Bernauer, bearbeitet von Lothar Busch, Ralf Goebel, Michael Rölcke und Angela Steinsiek. Harrassowitz, Wiesbaden 2011, ISBN 978-3-447-06525-2.

## Sekundärliteratur

### Bibliographie
- Eduard Berend: Jean–Paul–Bibliographie. Neu bearbeitet und ergänzt von Johannes Krogoll. Ernst Klett Verlag, Stuttgart, 1963.

### Bücher
- Christoph Beck (Hrsg.): Jean Paul in der Musik. Vertonungen des 19. Jahrhunderts. Mit einem Vorwort von Julia Cloot, Berlin 2012.
- Maximilian Bergengruen: Schöne Seelen, groteske Körper. Jean Pauls ästhetische Dynamisierung der Anthropologie. Meiner, Hamburg 2003, ISBN 978-3-7873-1648-9.
- Markus Bernauer, Angela Steinsiek, Jutta Weber (Hrsg.): Jean Paul. Dintenuniversum. Jean Paul – Schreiben ist Wirklichkeit. Ausstellungskatalog. Mit Beiträgen von Norbert Miller; Helmut Pfotenhauer; Wilhelm Schmidt-Biggemann; Peter Sprengel; Cornelia Ortlieb; Ernst Osterkamp; Karl Pestalozzi; Jens Malte Fischer; Alain Montandon; Christian Helmreich; Julia Cloot; Christof Wingertszahn; Helmut Mojem; Jörg Paulus; Stefan Stein; Michael Will; Asta-Maria Bachmann; Uwe Schweikert u. a. Ripperger & Kremers, Berlin 2013, ISBN 978-3-943999-23-5 (Inhaltsverzeichnis, ausführliche Beschreibung).
- Hendrik Birus: Vergleichung. Goethes Einführung in die Schreibweise Jean Pauls. Metzler, Stuttgart 1986, ISBN 3-476-00591-7.
- Julia Cloot: Geheime Texte. Jean Paul und die Musik. De Gruyter, Berlin 2001, ISBN 3-11-016895-2 (zugl. Dissertation, FUB 1999).
- Günter de Bruyn: Das Leben des Jean Paul Friedrich Richter. Eine Biographie. Erstauflage, Mitteldeutscher Verlag, Halle 1975. Fischer-Taschenbuch-Verlag, Frankfurt am Main 1993, ISBN 3-596-10973-6. (7. Auflage. 2011, ISBN 978-3-596-10973-9)
- Albrecht Decke-Cornill: Vernichtung und Selbstbehauptung. Eine Untersuchung zur Selbstbewußtseinsproblematik bei Jean Paul. Königshausen & Neumann, Würzburg 1987, ISBN 3-88479-276-8.
- Bernhard Echte, Michael Mayer (Hrsg.): Taschenatlas zu Jean Paul. Nimbus, Wädenswil 2016, ISBN 978-3-907142-82-0.
- Bernhard Echte, Petra Kabus (Hrsg.): Das Wort und die Freiheit. Jean Paul Bildbibliographie. Nimbus, Wädenswil, ISBN 978-3-907142-83-7.
- Ludwig Eckardt: Jean Paul Friedrich Richter. Festrede gehalten an der Jahrhundertfeier des Dichters im Freien Deutschen Hochstifte für Wissenschaften, Künste u. allgemeine Bildung zu Frankfurt a. M. (21. März 1863). Heinrich Keller, Frankfurt am Main 1863. Google
- Hans Esselborn: Das Universum der Bilder. Die Naturwissenschaft in den Schriften Jean Pauls. Niemeyer, Tübingen 1989 ISBN 978-3-484-18099-4.
- Sven Friedrich: Der Literatur(ver)führer. Band 1: Jean Paul. Auricula, Berlin 2009, ISBN 978-3-936196-11-5 (Hörbuch).
- Werner E. Gerabek: Naturphilosophie und Dichtung bei Jean Paul. Das Problem des Commercium mentis et corporis (Stuttgarter Arbeiten zur Germanistik; 202). Akademischer Verlag Heinz, Stuttgart 1988, ISBN 3-88099-206-1 (zugl. Dissertation Würzburg 1987).
- Alexandra Giourtsi: Pädagogische Anthropologie bei Jean Paul. Verlag Henn, Düsseldorf 1966.
- Wolfgang Harich: Jean Pauls Revolutionsdichtung. Versuch einer neuen Deutung seiner heroischen Romane. Rowohlt, Reinbek bei Hamburg 1974, ISBN 3-499-25041-1.
- Wolfgang Hörner (Hrsg.): Jean Paul und das Bier. „Bier, Bier, Bier wie es auch komme“; eine Dokumentation. Verlag Wehrhahn, Laatzen 2006, ISBN 3-86525-097-1.
- Anette Horn: Die Reise um den Kopf. Jean Pauls Ideenassoziationen. Athena, Oberhausen 2012, ISBN 978-3-89896-470-8.
- Anette Horn: Eine neue Vorstellungswelt herzustellen. Aufsätze zu Jean Paul. Athena, Oberhausen 2008, ISBN 978-3-89896-345-9.
- Barbara Hunfeld: Der Literatur(ver)führer. Sonderband: Hesperus. Auricula, Berlin 2009, ISBN 978-3-936196-14-6 (Hörbuch).
- Gustav Jäger: Jean Paul und die Musik, Tübingen 1952 (Dissertation der Universität Tübingen).
- Alexander Košenina: Ernst Platners Anthropologie und Philosophie : der "philosophische Arzt" und seine Wirkung auf Johann Karl Wezel und Jean Paul. Königshausen u. Neumann, Würzburg 1989, ISBN 978-3-88479-397-8.

- Brigitte Langer: Jean Pauls Weg zur Metapher. Sein Buch „Leben des Quintus Fixlein“. Lang, Frankfurt am Main 2003, ISBN 3-631-50122-6 (zugl. Dissertation, Universität Duisburg 2002).
- Beatrix Langner: Jean Paul – Meister der zweiten Welt. Eine Biographie. C. H. Beck, München 2013, ISBN 978-3-406-63817-6.
- Götz Müller: Jean Pauls Ästhetik und Naturphilosophie. Niemeyer, Tübingen 1983, ISBN 978-3-484-18073-4.
- Dirk Otto: Der Witz-Begriff Jean Pauls. Überlegungen zur Zeichentheorie Richters. Herbert Utz Verlag, München 2000, ISBN 3-89675-684-2 (zugl. Dissertation, Universität München 1999).
- Helmut Pfotenhauer: Jean Paul. Das Leben als Schreiben (Biographie). Hanser, München 2013, ISBN 978-3-446-24002-5.
- Carl Pietzcker: Einführung in die Psychoanalyse des literarischen Kunstwerks am Beispiel von Jean Pauls „Rede des toten Christus“. Königshausen & Neumann, Würzburg 1985, ISBN 3-88479-220-2.
- Frank Piontek, Karla Fohrbeck: Jean Paul – Träume, Reisen, Humoresken. Ausgewählte Texte zum Jean-Paul-Weg in Bayreuth. audiotransit, Bayreuth 2011, DNB 1019525290. (Hörbuch)
- Karl Christian Planck: Jean Paul’s Dichtung im Lichte unserer nationalen Entwicklung. Verlag Reimer, Berlin 1867.
- Wolfgang Proß: Jean Pauls geschichtliche Stellung. Niemeyer, Tübingen 1974, ISBN 978-3-484-18039-0.
- Maximilian Rankl: Jean Paul und die Naturwissenschaft. Peter Lang, Frankfurt am Main u. a. 1987, ISBN 3-8204-1204-2.
- Dieter Richter: Jean Paul. Eine Reisebiographie. Transit Buchverlag, Berlin 2012, ISBN 978-3-88747-280-1.
- Andrea Ring: Jenseits von Kuhschnappel. Individualität und Religion in Jean Pauls „Siebenkäs“. Eine systemtheoretische Analyse. Königshausen & Neumann, Würzburg 2005, ISBN 3-8260-2983-6 (zugl. Dissertation, Universität Göttingen 2003).
- Bernhard Setzwein, Christian Thanhäuser: Jean Paul von Adam bis Zucker. Ein Abecedarium. Haymon, Innsbruck 2013, ISBN 978-3-85218-760-0.
- Peter Sprengel: Innerlichkeit. Jean Paul oder Das Leiden an der Gesellschaft. Hanser, München 1977, ISBN 3-446-12427-6.
- Rolf Vollmann: Das Tolle neben dem Schönen. Jean Paul, ein biographischer Essay. dtv, München 2000, ISBN 3-423-12829-1 (Nachdruck der Ausgabe Tübingen 1975).
- Magnus Wieland: Vexierzüge: Jean Pauls Digressionspoetik. Wehrhahn Verlag, Hannover 2013, ISBN 978-3-86525-291-3.
- Kurt Wölfel: Jean-Paul-Studien. Suhrkamp, Frankfurt am Main 1989, ISBN 3-518-28342-1.
- Michael Zaremba: Jean Paul – Dichter und Philosoph. Eine Biografie. Böhlau, Köln/Weimar/Wien 2012, ISBN 978-3-412-20930-8.

### Aufsätze
- Karl-Heinz Best: Jean Paul (1763–1825). In: Glottometrics 12, 2006, S. 75–77. Der Beitrag behandelt Themen Jean Pauls, die für die Quantitative Linguistik immer noch aktuell sind. (Wiederabdruck in: Karl-Heinz Best (Hrsg.): Studien zur Geschichte der Quantitativen Linguistik. Band 1. RAM-Verlag, Lüdenscheid 2015, S. 74–77. ISBN 978-3-942303-30-9.)
- Ludwig Börne: Denkrede auf Jean Paul. In: Ders.: Sämtliche Schriften, Band 1. Verlag Melzer, Dreieich 1977 (5 Bde.)
- Adalbert Elschenbroich: Jean Paul. In: Neue Deutsche Biographie (NDB). Band 10, Duncker & Humblot, Berlin 1974, ISBN 3-428-00191-5, S. 372–382 (Digitalisat).
- Kurt Gerhard Fischer: Jean Paul als Pädagoge. Nachwort zu: Jean Paul: Levana oder Erziehlehre Schöningh, Paderborn 1963 (S. 299–330) Hg. K. G. Fischer (Reihe: Schöninghs Sammlung pädagogischer Schriften. Quellen zur Geschichte der Pädagogik)[20]
- Dietmar Herrmann: Jean-Paul-Gedenkstein in Buchform (Luisenburg bei Wunsiedel). In: Der Siebenstern. Band 76 (2007), Heft 5, S. 260.
- Franz Muncker: Richter, Johann Paul Friedrich. In: Allgemeine Deutsche Biographie (ADB). Band 28, Duncker & Humblot, Leipzig 1889, S. 467–485.
- Dieter Richter: Erinnertes Kind. Jean Pauls Fragment einer „Selberlebensbeschreibung“ und das Freuden-Gedächtnis der Kindheit. In: Dieter Richter: Das fremde Kind. Zur Entstehung der Kindheitsbilder des bürgerlichen Zeitalters, Frankfurt (S. Fischer) 1987, S. 311–330. ISBN 3-10-065502-8.
- Norbert W. Schlinkert: Jean Pauls Selbstsuche und die Verwandlung des Ich. Jean Paul und die Poetisierung der Philosophie. Noch immer Jean Paul oder: Der Geist der Zeit in der Realität des Romans. Georg Wilhelm Friedrich Hegel und Jean Paul Friedrich Richter: Der Charakter des Ich. In: ders.: Das sich selbst erhellende Bewußtsein als poetisches Ich. Von Adam Bernd zu Karl Philipp Moritz, von Jean Paul zu Sören Kierkegaard. Eine hermeneutisch-phänomenologische Untersuchung. Wehrhahn Verlag, Hannover 2011, ISBN 978-3-86525-152-7, S. 174–247.
- Dietmar Herrmann: Streifzüge zu den Gedenkstätten von Jean Paul; in: Siebenstern 2013, Heft 1, S. 6–11